# Szomolnok
Szomolnok (szlovákul: Smolník, németül: Schmölnitz) falu Szlovákiában, a Kassai kerület Gölnicbányai járásában.

## Fekvése
Gölnicbányától 26 km-re délnyugatra, a Szomolnok-patak partján.

## Története
Az itteni bányászat története a régmúlt időkbe nyúlik vissza. Valószínűleg már a kelták is bányásztak itt nemesfémeket.
Az itteni aranybányászatról az első írásos említés 1243-ból származik. A szűk völgyben meghúzódó települést német bányászok alapították a 13. században. Nevét a Szomolnok patakról kapta, amely mellett fekszik. A patak neve a szláv smola (= gyanta) főnévből ered. 1327-ben említik először „Semelnech” néven, amikor Károly Róbert királytól szabad bányászvárosi rangot kapott. Polgárai bányászati, halászati, vadászati és vásártartási joggal rendelkeztek. 1332-ben „Smulnuczbanya” néven találjuk. 1338-ban a várost és Gölniczbányát a határaikon belül fekvő három Swedlér és Remete birtokába iktattja. 1344-ben „Smelnycz”, „Smelnichbanya”-ként említik, amikor Lassupatak vagy Stilbach bányahelyet itéli oda a városnak a tárnokmester. 1346-ban „Smulnich” a neve. A 14. században a Bányászkamara székhelye, melynek vezetője kamarai gróf volt. 1350 körül már szállítottak innen aranyat, ezüstöt, rezet és vasat nemcsak az ország területére, hanem Nyugat-Európába és Krakkóba is. 1375-ben „Smolnykbanya”, „Smolnukbanya”, 1397-ben „Szmolnicza”, 1437-ben „Szmolnycz”, 1439-ben „Smolnyczbanya” alakban szerepel a korabeli forrásokban.
1444-ben területén egy cseh zsoldosok által épített erősség állt. V. László uralkodása alatt a bányászatot egy időre megtiltották arra hivatkozva, hogy kevés a fa a kohók üzemeltetéséhez. 1456-ban a király halála után új bányákat nyitottak. 1465-től a Szapolyaiak szepesvári uradalmához tartozott, mely az itteni ezüst-, rézbányákat és hámort bérbe adta.
A 16. század elején a bányák a Dölen és Sauer családok birtokában voltak és főként ezüstöt termeltek. 1600-ban súlyos pestisjárvány pusztította, melynek több százan estek áldozatul. A Thurzó, majd 1638-tól a Csáky család birtoka volt. 1671-től a Királyi Kamarához tartozott. A település ekkor főként rézbányáiról volt nevezetes, a fémfeldolgozáshoz szükséges ipara volt, vízi erőműve, hámorai működtek. Az itteni hámorokban nemcsak a helyben termelt ércanyagot dolgozták fel, de a 16. századtól máshonnan (egyebek közt Telkibányáról) is hoztak ide ércdúsítmányokat, illetve színporokat bérkohósításra.
A 18. század közepétől pénzverdéje is működött. 1787-ben 915 házában 6050 lakos élt. 1793-ban Teleki Domokos járt itt és útleírásában megörökítette a bányakerületet.
A 18. század végén Vályi András így ír róla: „SZOMOLNOK. Schmelnicium, Schmölnitz, Smolnik. Gazdag német Bánya Város Szepes Vármegyében, földes Ura a’ Kir. Kamara, lakosai leginkább katolikusok, fekszik az ország útban, nagy hegyek között, egy mély vőlgyben, Iglóhoz, és Alsó Mettzenzéthez is 2 mértföldnyire. Az előtt Gróf Csáky Uraságnak bírtoka vala, míg tsere által, más jószágokért, a’ Kir. Kamarának által nem engedtetett. Annakutánna a’ Kassai Kamarabéli igazgatás alatt vólt, de 1737 egy Kir. Igazgatónak, 1748-dikban pedig egy Bányászi Tanátsnak gondviselése, ’s igazgatása alá bízattatott, a’ több szomszéd Bánya Városokkal egyetemben. Most az említett Tanáts folytattya mind a’ rézbányáknak, mind a’ büdös, és gálitzkövet készítő házaknak igazgatását, nem külömben a’ pereket is. Rézbányái számosak, és hasznosak, ’s a’ Kir. Kamarán kivűl más külömbféle embereknek is vagynak határjában bányáik. A’ réz pénz, melly itten verettetik, S. betűvel szokott megjegyeztetni. Határja hegyes, fájok elég van, vásárjai meglehetősek.”
1800. április 10-én nagy tűzvész tört ki a városban, melyben a templom és a kamara épülete is leégett. 1828-ban 560 háza és 4003 lakosa volt. A 19. században a bányászati termelés fokozatosan csökkent. Ebben az időszakban sok család vándorolt ki Szomolnokról.

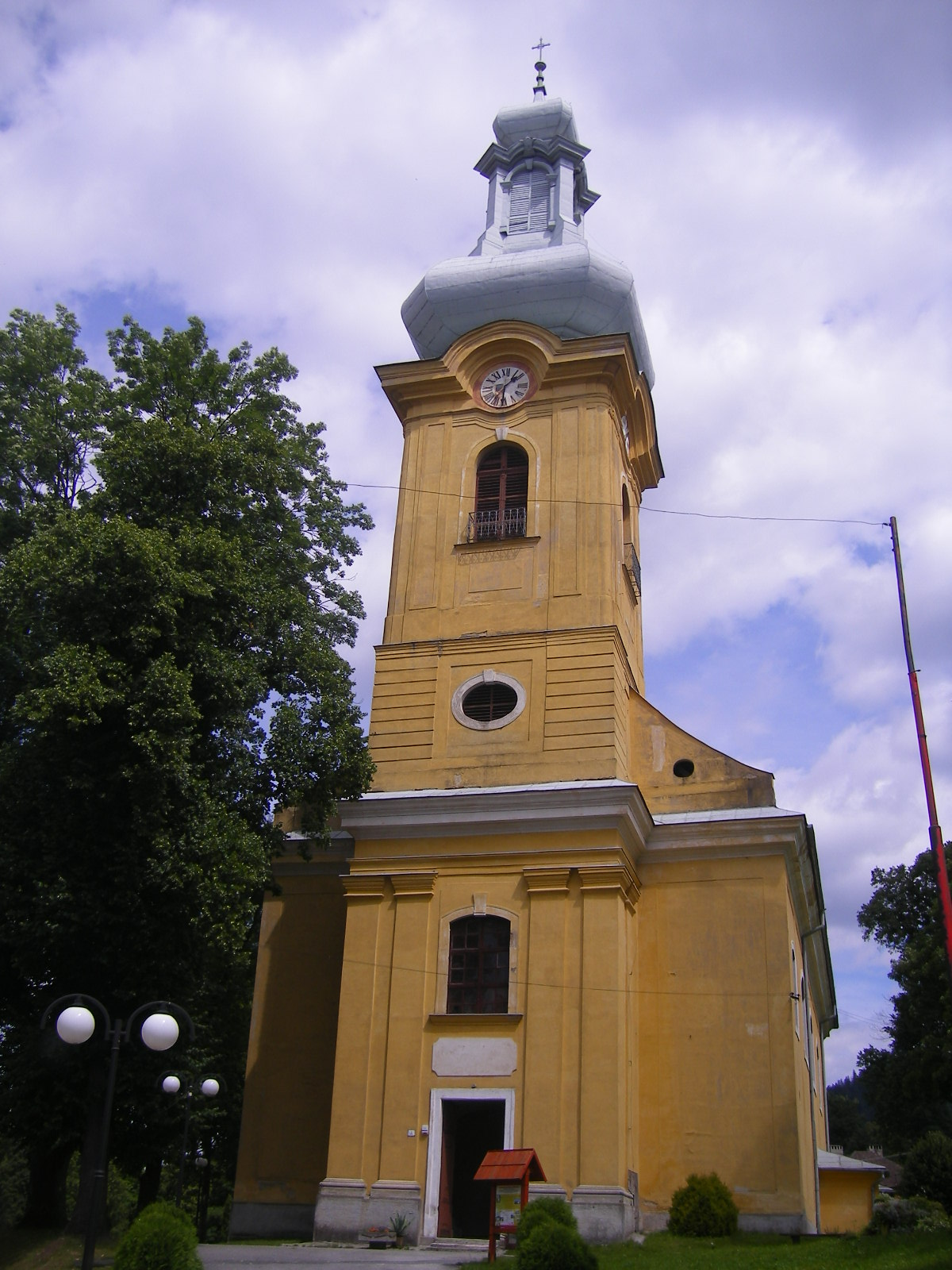
Szomolnok katolikus temploma

Fényes Elek 1851-ben kiadott geográfiai szótárában így ír a városról: „Szomolnok, (Schmölnicz, Smolnik), csinos német bányaváros Szepes vmegyében, egy szűk völgyben, Rosnyóhoz észak-keletre 2 1/2 mfldnyire, 3664 kath., 384 evang. lak. Kath. és evang. anyatemplom. Itt van a fő bányászkerület széke, egy bányász- és pénzverő hivatal, kerületi bányász-törvényszék. A fő bányászkerületnek alá van rendelve a maluzsinai réz-kereskedési igazgatóság, két bánya-igazgatóság Szomolnokon és Gölniczen, 4 olvasztóházi igazgatóság, u. m. Szomolnokon, Ó-vizen, Ópákán és Jákubjánban; 2 rézhámor Szomolnokon, a fil. pénzverő-ház Szomolnokon, a czémentvizre s vasmivesekre felügyelő tisztek, és az erdő-tisztség. A kerületi bányász-törvényszék alá tartoznak: a gölniczi, rosnyói, iglói helyettes bányász-törvényszékek. Az idevaló rézbányák már Zápolya és Báthory grófok alatt híresek voltak. Most az egész szomolnoki bányász-kerületben kiásott rezet 25,000 mázsára becsülik, s ezen öszveg csak az ujabb időkben növekedett ennyire, mert e század elején a bányászat nagyon hanyatlott. Vannak itt nézésre méltó rézbányák, hámorok, vizerőmüvek, czémentviz, melly a vasat rézzé változtatja, s még nagyobb sikerrel mint az urvölgyi Zólyomban; egy nagy kamarai épület, pénzverő ház, mellyben réz pénzt szoktak verni S betüjegygyel; 2 vendégfogadó, postahivatal. A lakosok némelly elsőséggel birtak a többi szepességi bányavárosok felett, t. i. mind az előfogati, mind a beszállásolási tehertől szabadok voltak. F. u. a kamara.”
A 19. század végén nagy dohánygyárat alapítottak itt. 1905-ben egy tűzvészben a település kétharmada leégett. A trianoni diktátumig Szepes vármegye Gölnicbányai járásához tartozott.
Az itteni bányászat véglegesen az 1990-es években szűnt meg.

## Népessége
| Év:            | 1994. | 2004.   | 2014.    | 2024.    |
| -------------- | ----- | ------- | -------- | -------- |
| Emberek száma: | 1264  | 1278    | 1064     | 944      |
| Eltérés:       |       | +1,10 % | -16,74 % | -11,27 % |

| Év:            | 2023. | 2024.   |
| -------------- | ----- | ------- |
| Emberek száma: | 954   | 944     |
| Eltérés:       |       | -1,04 % |

1880-ban 2706-an lakták, ebből 2312 német, 191 magyar és 105 szlovák anyanyelvű.
1890-ben 2220 lakosából 90 magyar és 100 szlovák anyanyelvű volt.
1900-ban 2555-en lakták: 328 magyar és 216 szlovák anyanyelvű.
1910-ben 2345-en lakták, ebből 1615 német, 556 magyar és 156 szlovák anyanyelvű.
1921-ben 2768 lakosából 259 magyar és 295 csehszlovák volt.
1930-ban 2421-en lakták: 1685 német, 110 magyar, 512 csehszlovák, 15 zsidó, 1 ruszin, 11 egyéb nemzetiségű és 87 állampolgárság nélküli.
1991-ben 1316 lakosából 2 magyar és 1250 szlovák volt.
2001-ben 1299 lakosából 1197 szlovák, 36 ukrán, 31 német és 5 magyar volt.
2011-ben 1126-an lakták, ebből 996 szlovák, 25 ukrán, 24 német, 17 cigány, 13 cseh és 3 magyar.

## Nevezetességei

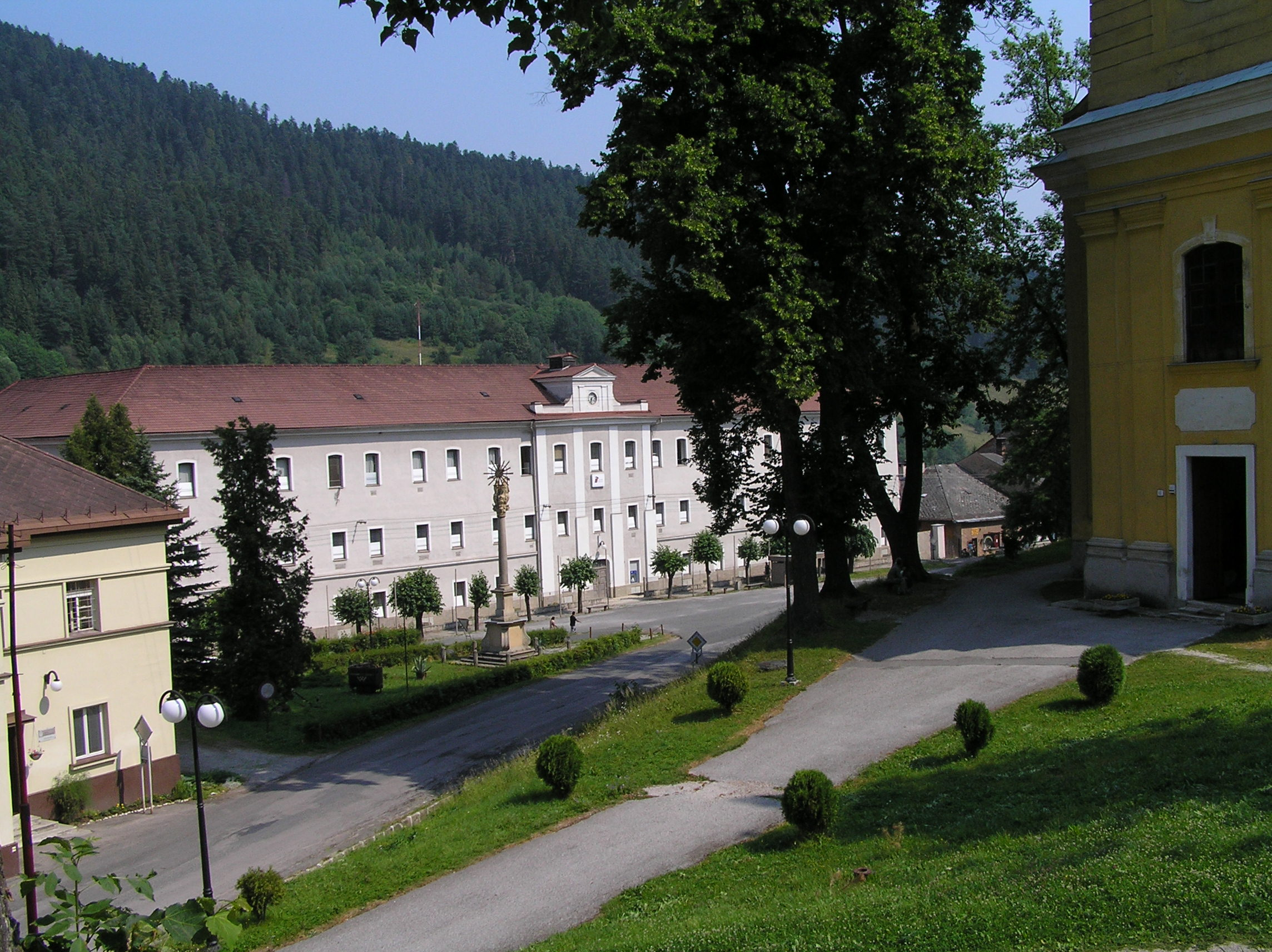
A dohánygyár épületei

- 1801-ben épített római katolikus plébániatemplomát – amely a középkori templom helyén épült – egykor fal és sánc övezte.
- Evangélikus temploma 1787-ben épült barokk-klasszicista stílusban.
- A kultúrház épülete 1828-ban épült, emeletén egykor kaszinó működött.
- A városháza épülete 1721-ben épült, 1900-ban átépítették, később modernizálták.
- A Bányászkamara egykori székháza reneszánsz eredetű, 1872-ben dohánygyárrá alakították át. Az egykori bányaépületek a 18. és 19. századból származnak.
- A stószi hegyekben álló Szűz Mária templom 1755-ben épült, búcsújáróhely.
- Barokk kápolnája 1726-ban épült, a 19. század végén renoválták.

## Híres személyek
- Itt született 1767. március 8.-án és itt hunyt el 1839. június 18-án Sartory József bányamérnök, az Aggteleki-barlang térképezője.
- Itt született 1804 január 28-án Krajtsir Károly magyar orvos, lengyel szabadságharcos, amerikai tudós.
- Itt született 1827. augusztus 20-án Corzan Avendano Gábor matematikus, az MTA levelező tagja.
- Itt született 1843. március 10-én Gáspár Jenő magyar színész, igazgató.
- Itt született 1850-ben Kompolthy Gusztáv hírlapíró és szerkesztő, Kompolthy Tivadar testvérbátyja.
- Itt született 1900-ban Milasovszky Béla bányamérnök, egyetemi tanár.
- Itt hunyt el 1824. szeptember 11-én Esterházy László rozsnyói püspök.
- Itt működött Czember György (meghalt 1692-ben) evangélikus lelkész.
- Itt működött Fuchs Vilmos (1802–1853) vegyész, bányamérnök.
- Itt működött Czott Ferenc (1821–1860) rozsnyói kanonok, költő.
- Itt szolgált Gallus Péter plébános, mánta költő.

## Gazdasága
- Dohánygyárát 1872-ben alapították. Elsősorban szivarok készítéséről volt nevezetes. Az 1970-es években alkalmazottainak száma meghaladta az 500 főt, ekkor évente 90 millió szivart gyártottak itt. Arról is nevezetes, hogy 1968 óta az egykori Csehszlovákiában egyedül itt készítettek szivarokat. Az 1989-es rendszerváltás után a termékei iránti kereslet csökkent, alkalmazottainak számát csökkentették, 1995-ben az üzemnek már csak 130 dolgozója volt.[14] Végül a dohánygyárat 2008-ban bezárták.

## Képtár

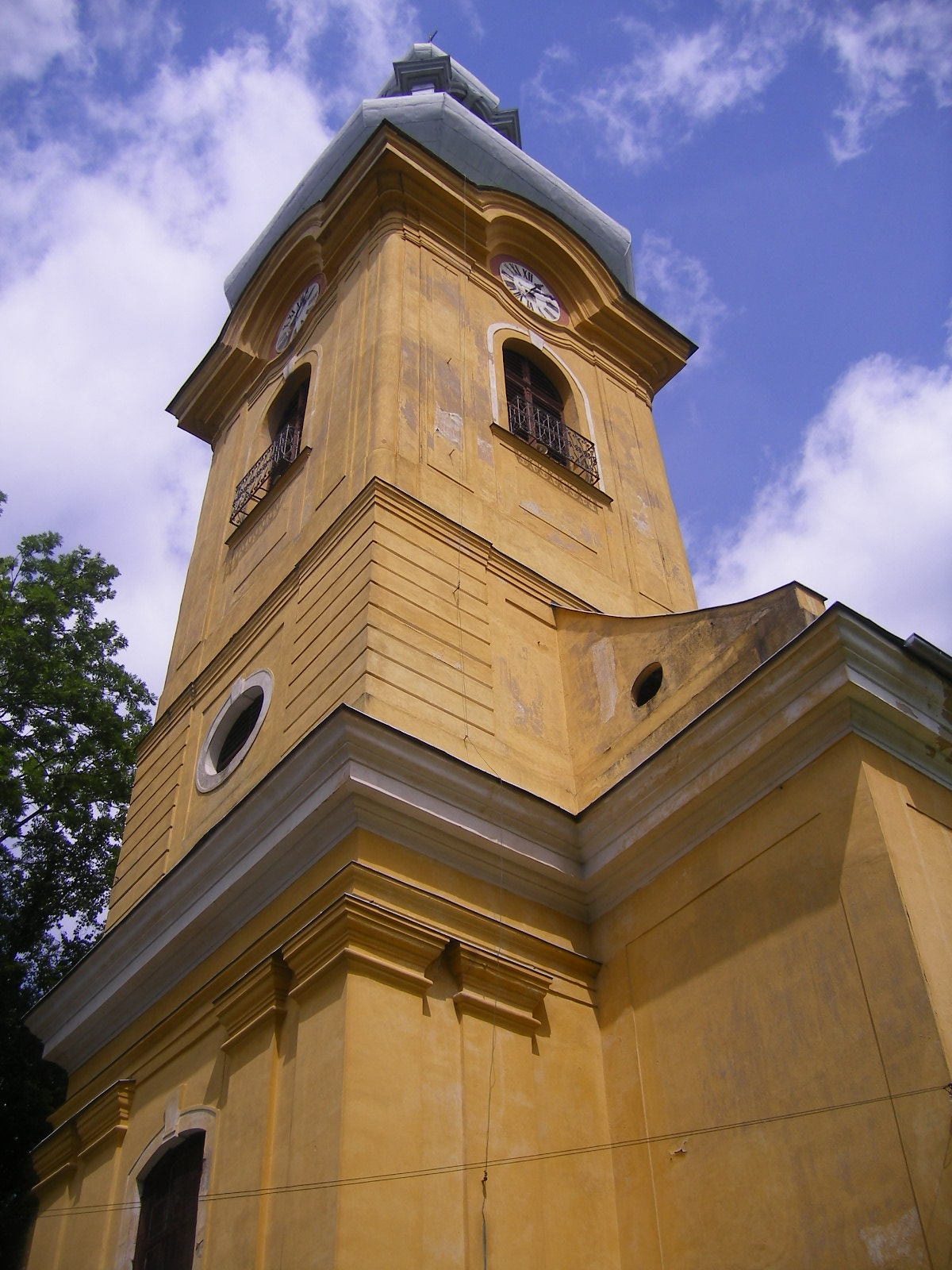
A katolikus templom
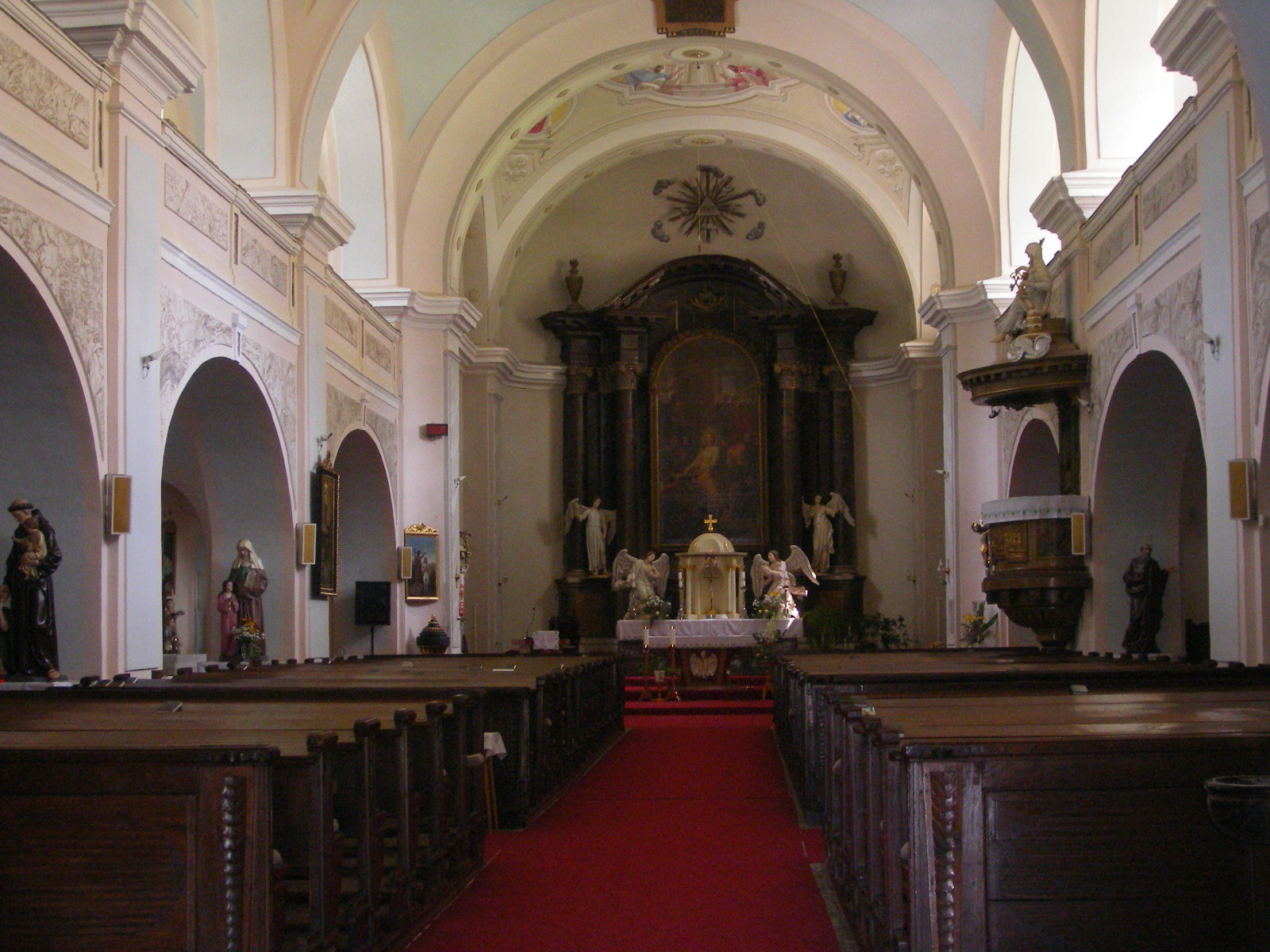
A katolikus templom belseje
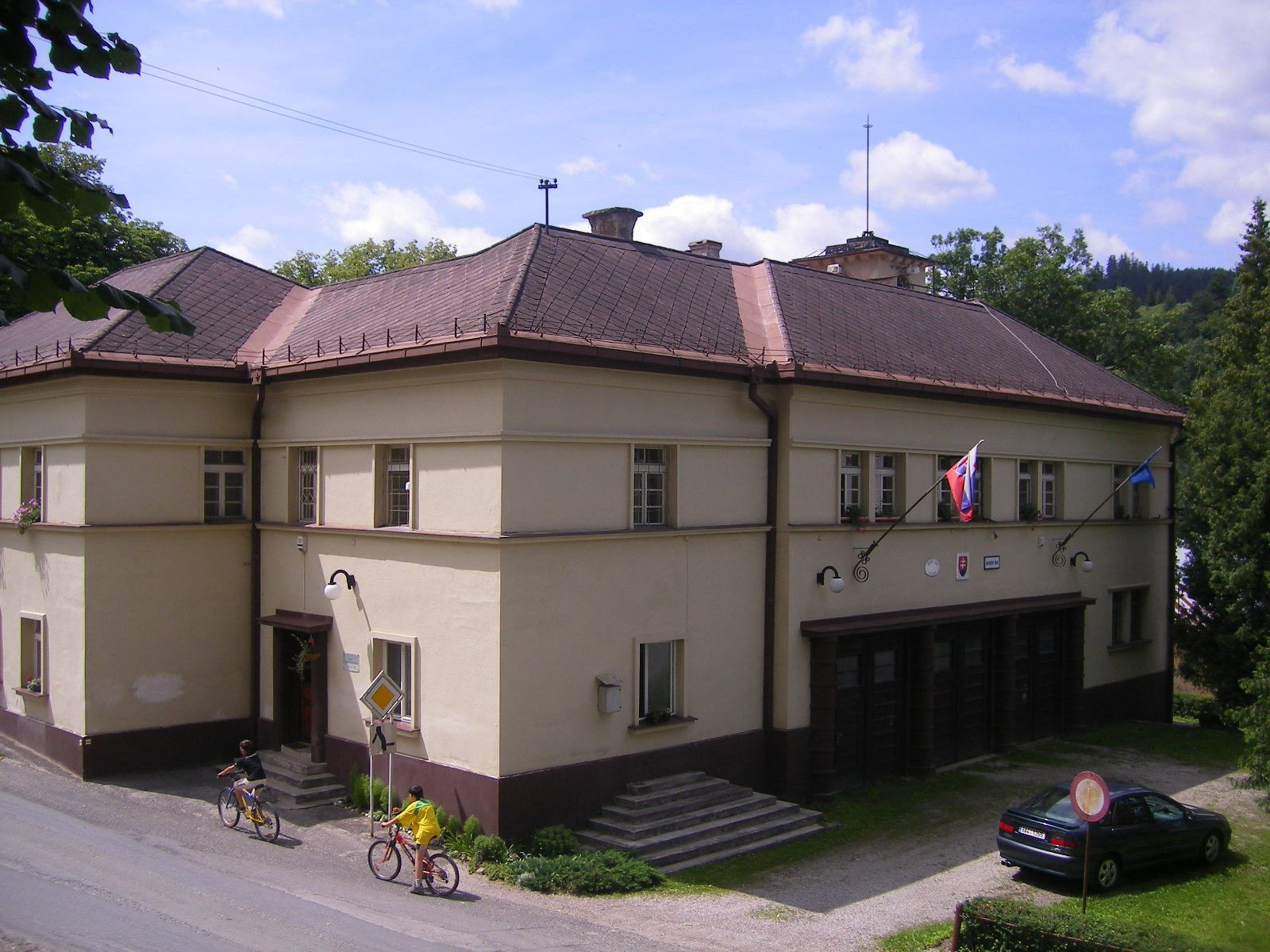
Községháza
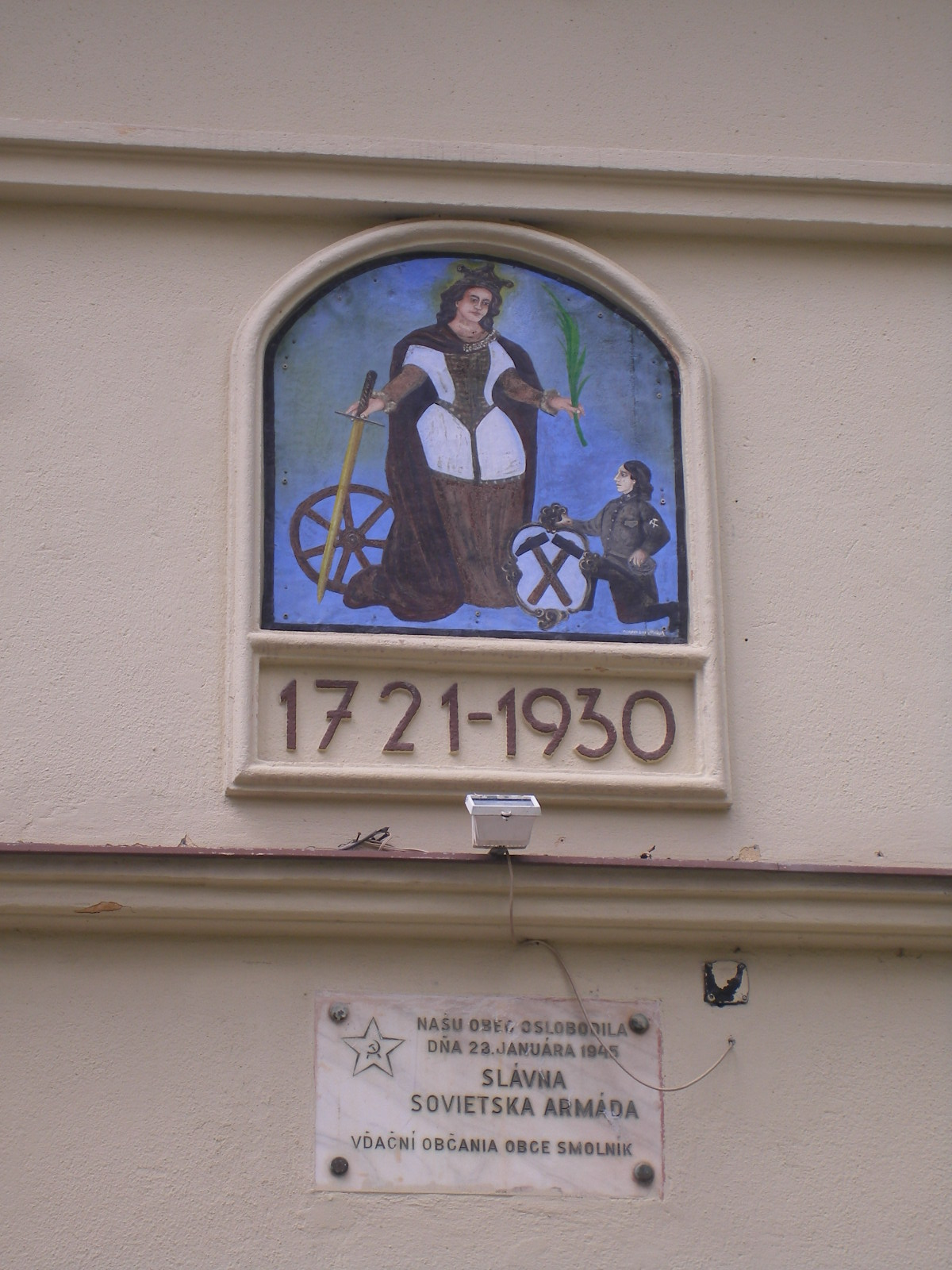
Községháza - részlet
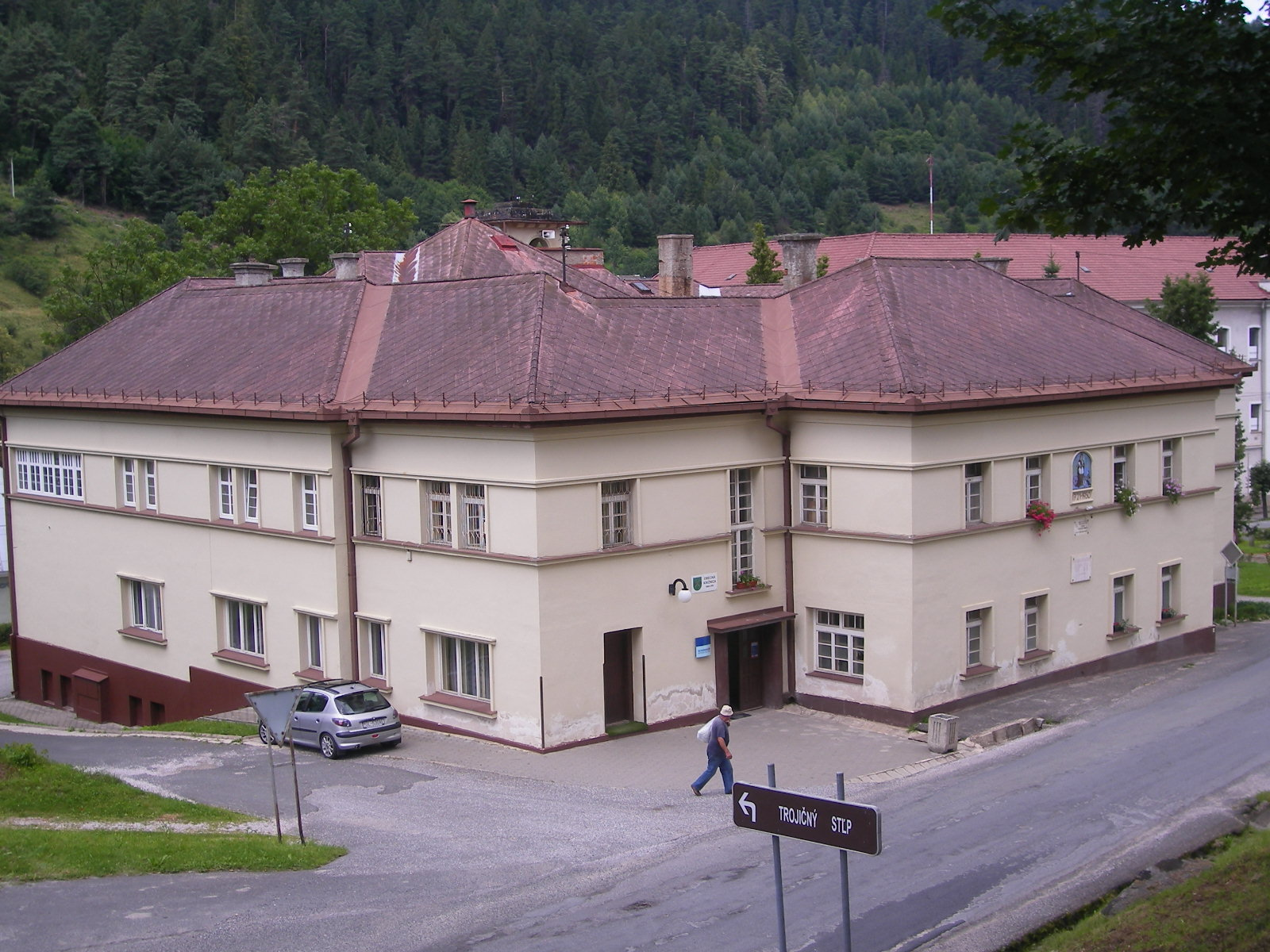
Községháza
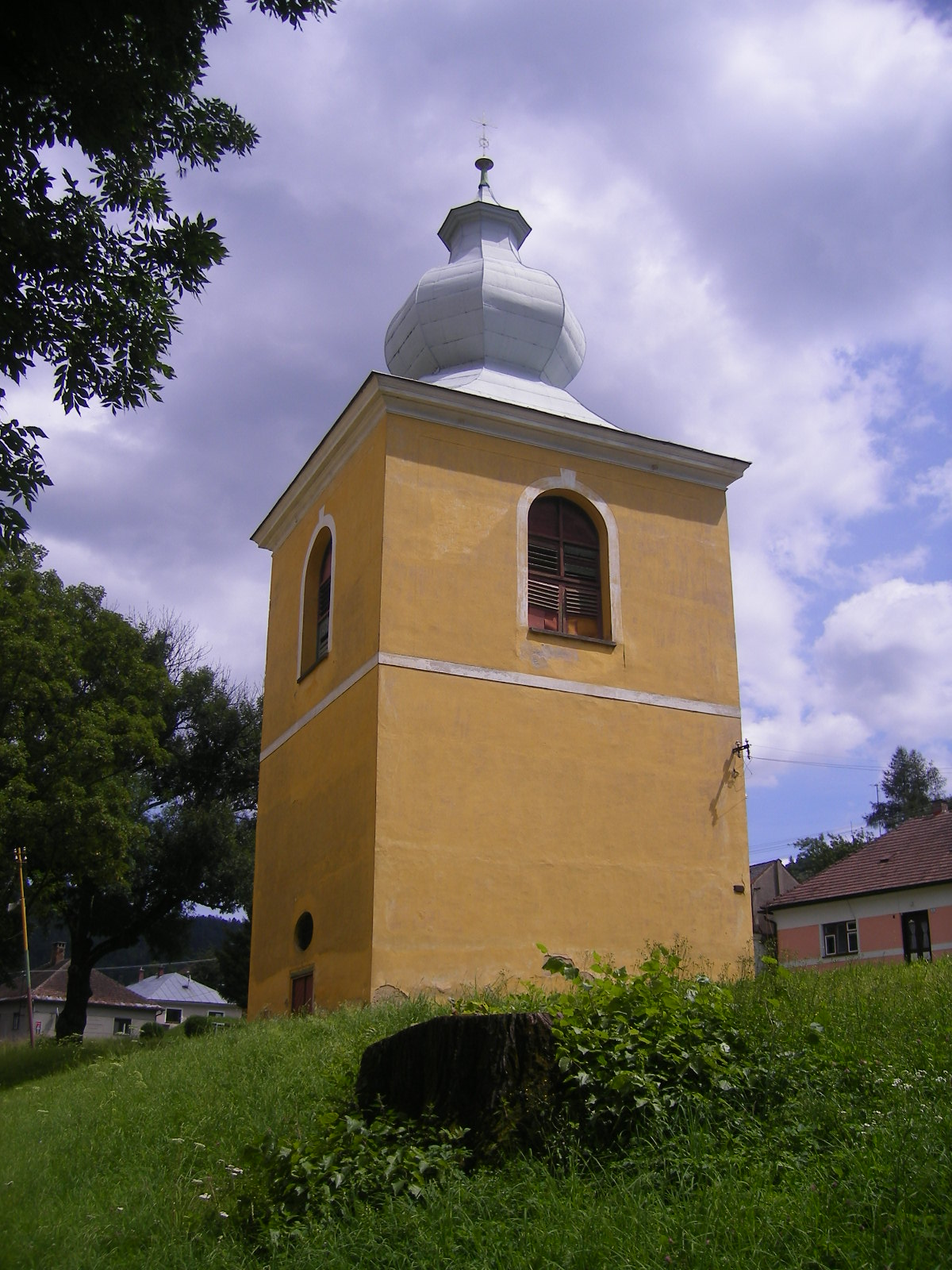
Harangtorony
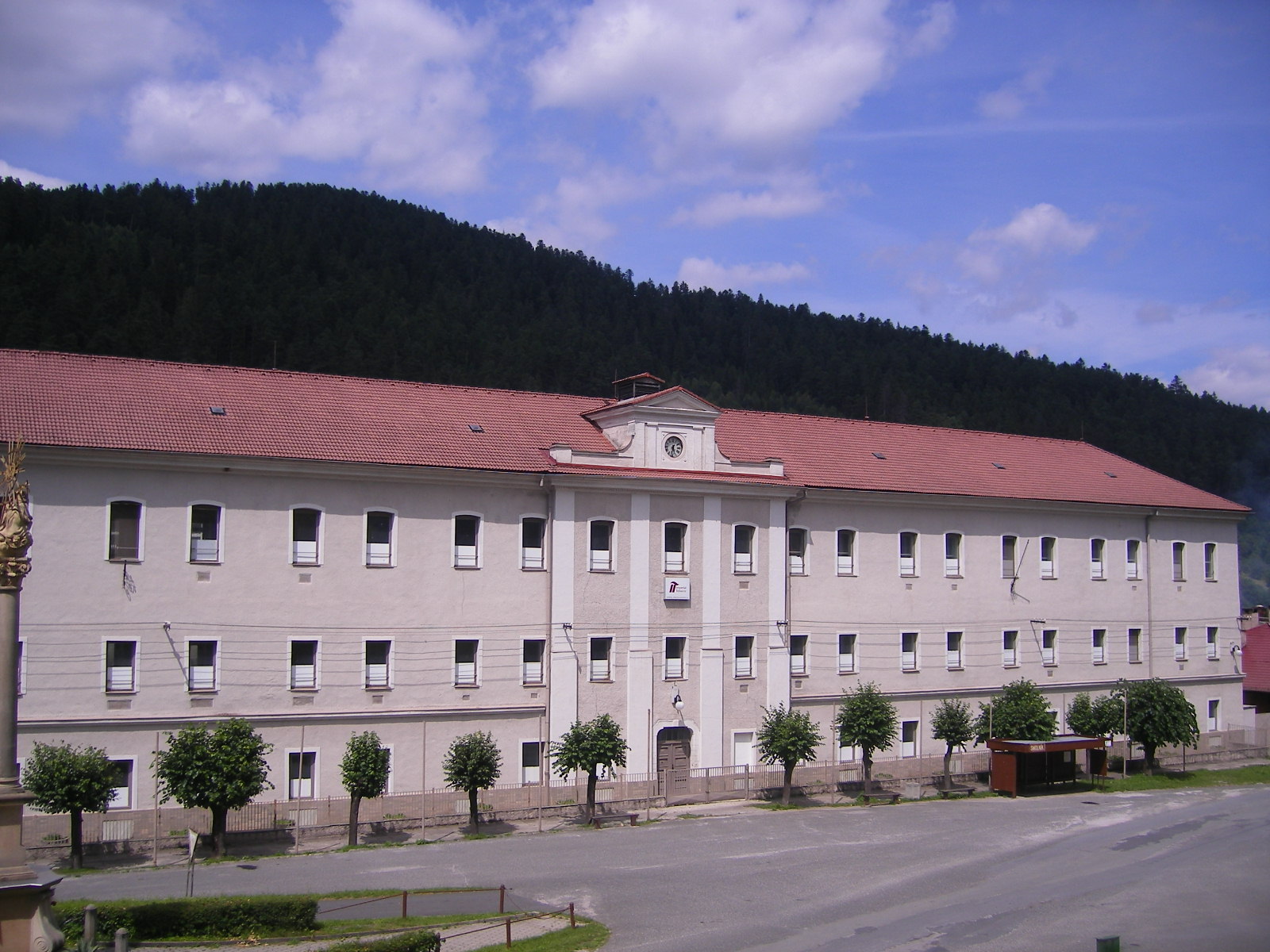
Dohánygyár (egykori bányakamara)
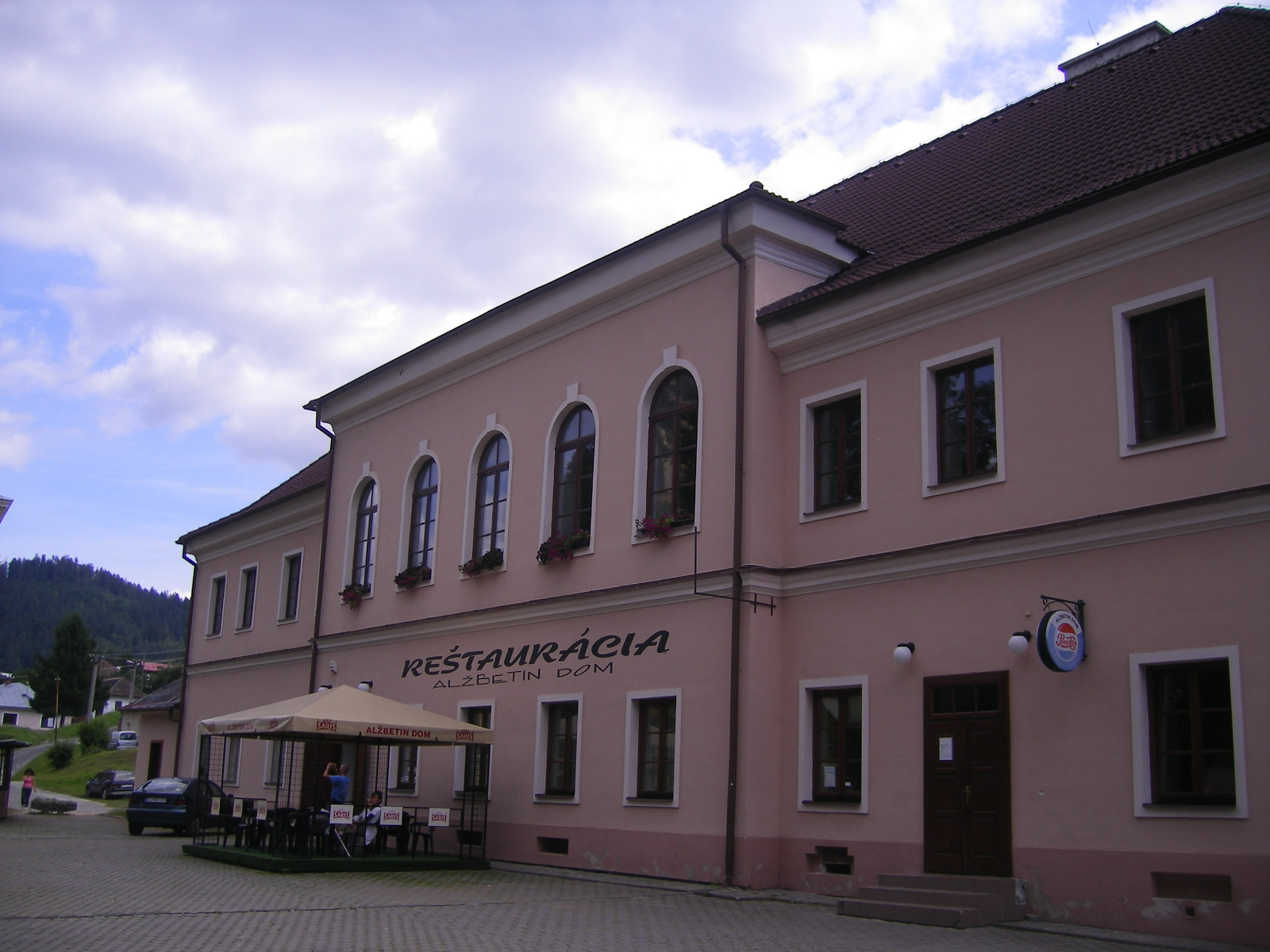
Kultúrház (egykori Fekete Sas-vendéglő)
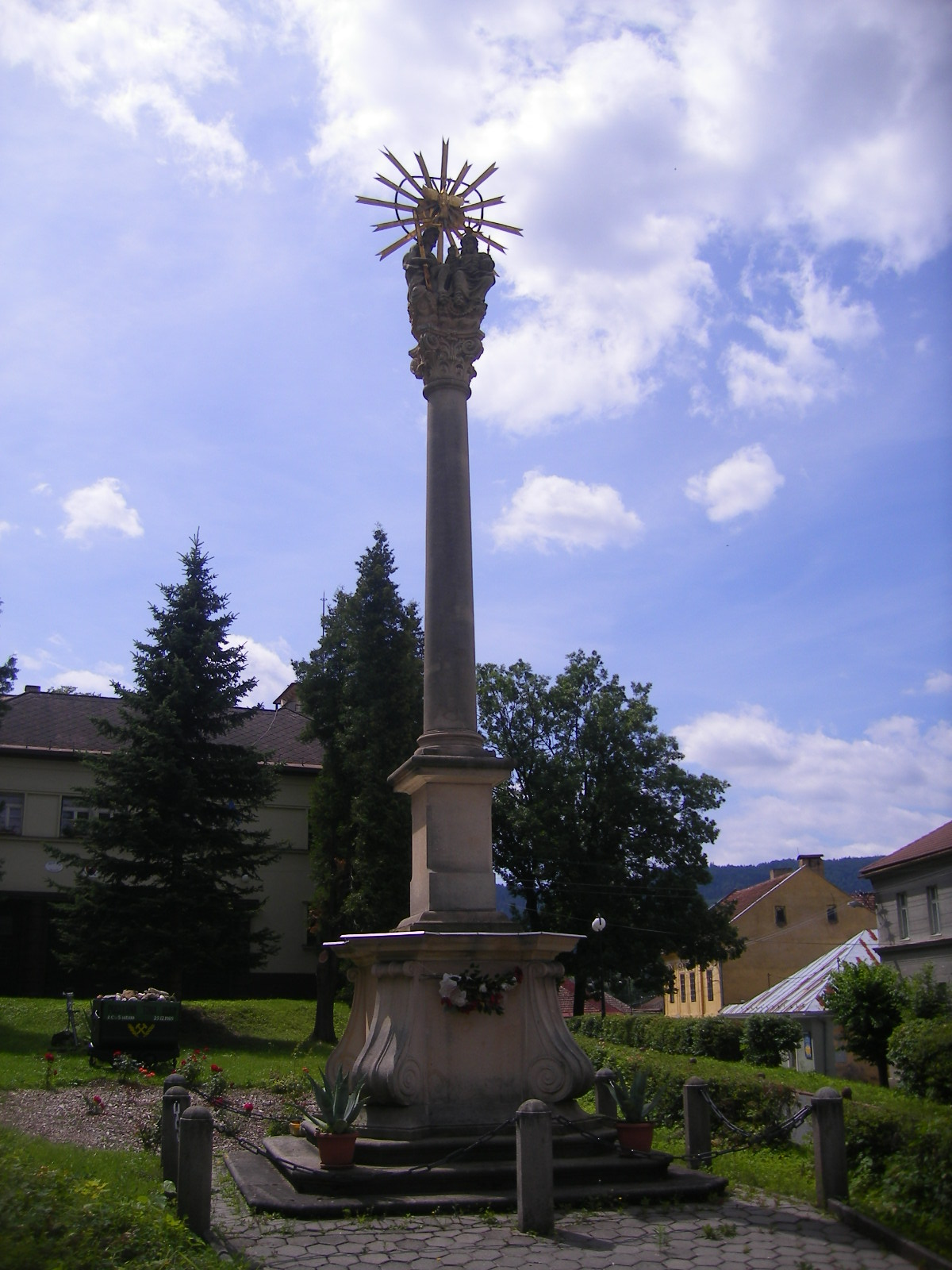
Szentháromság-oszlop
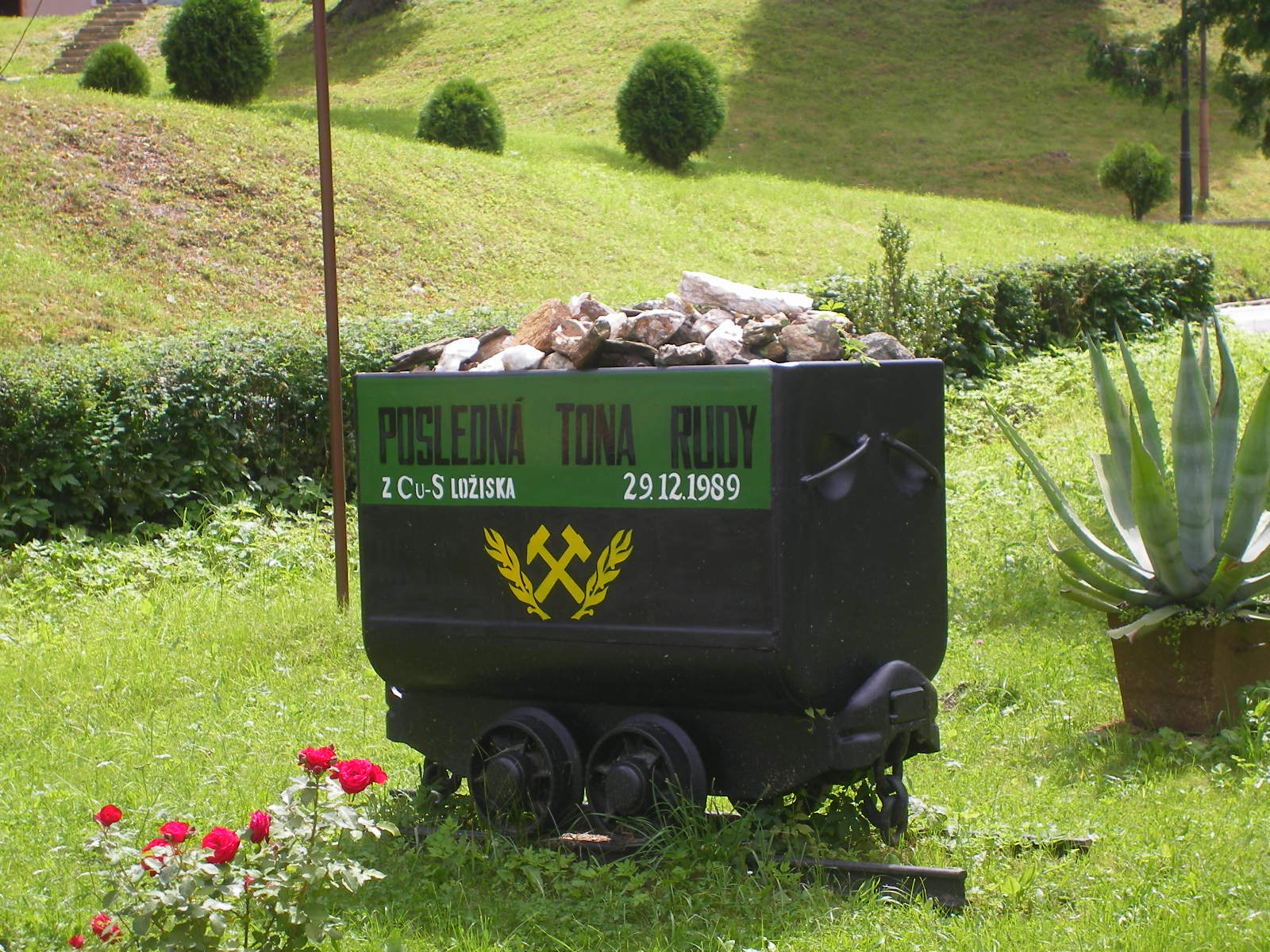
Az utolsó csille Szomolnokon bányászott érc (1989)
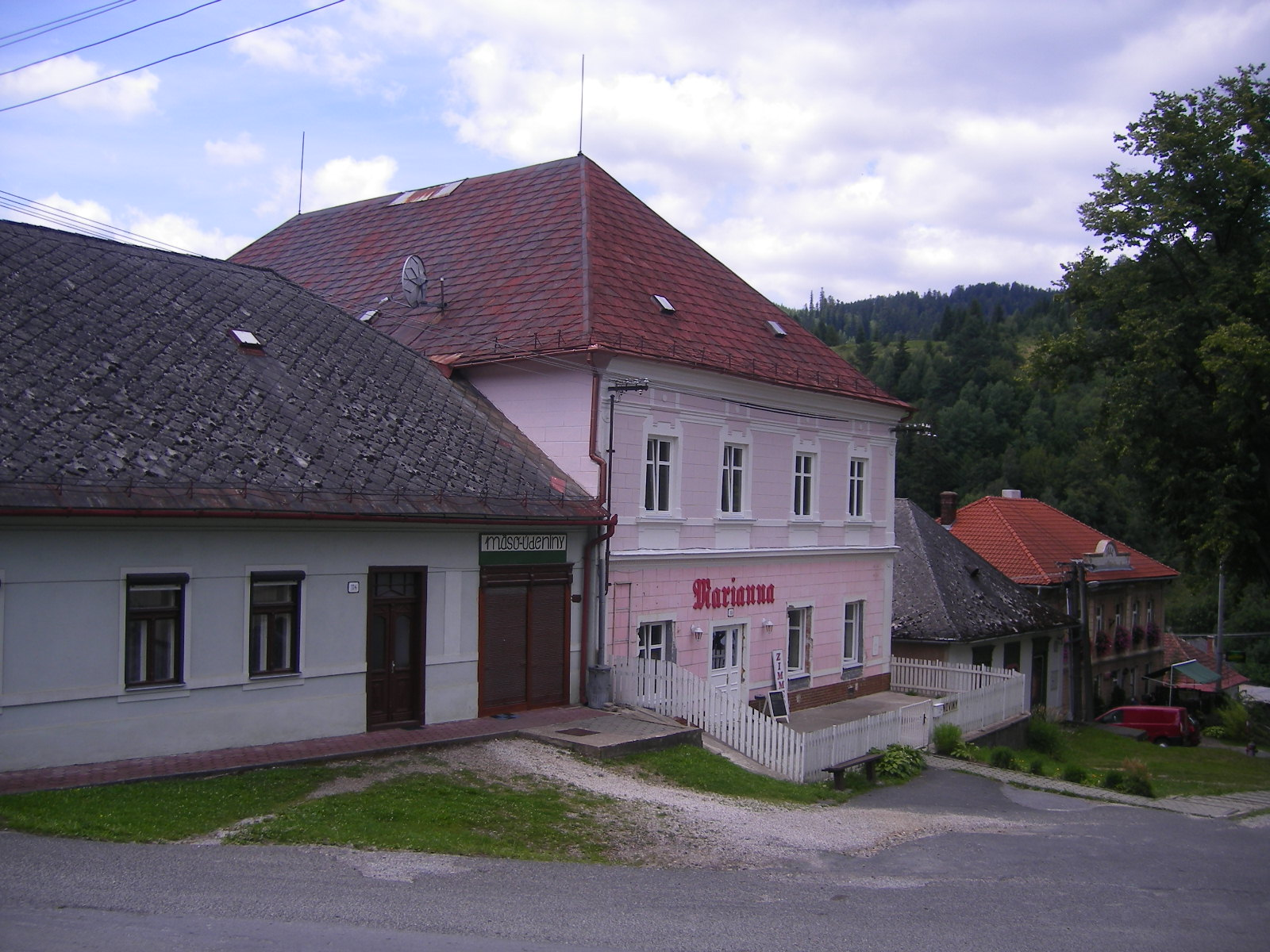
Főtér
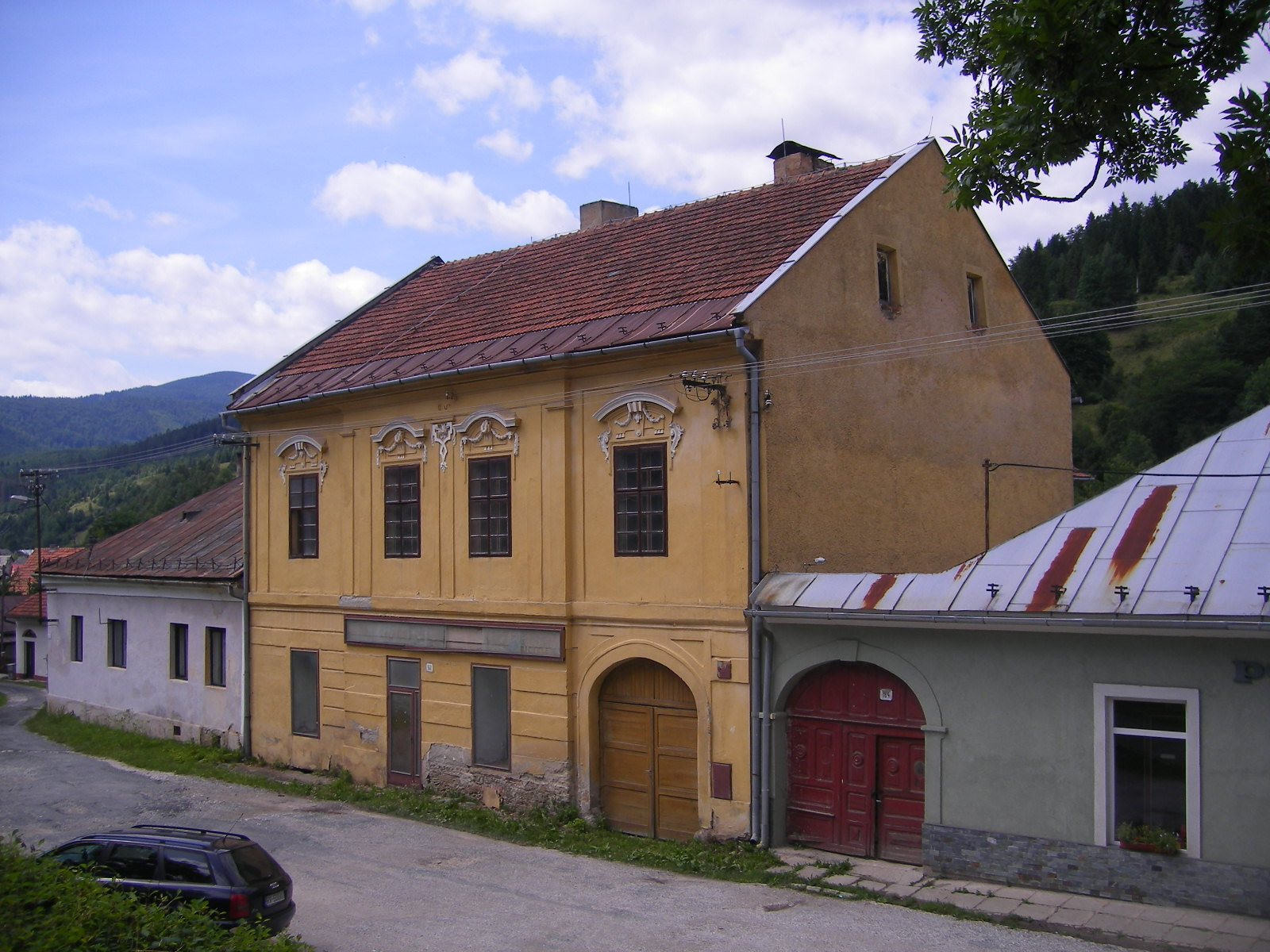
Főtér
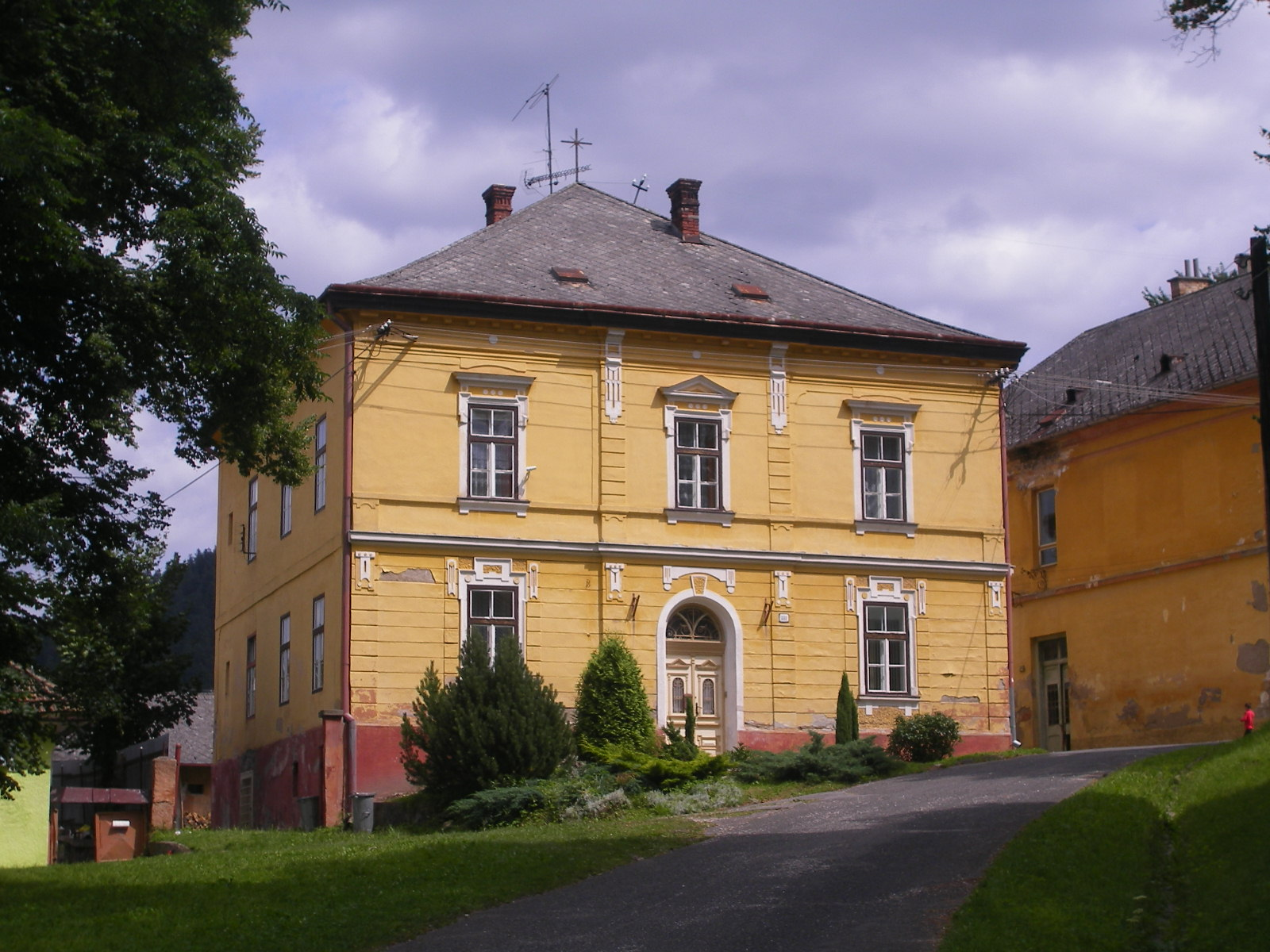
Főtér
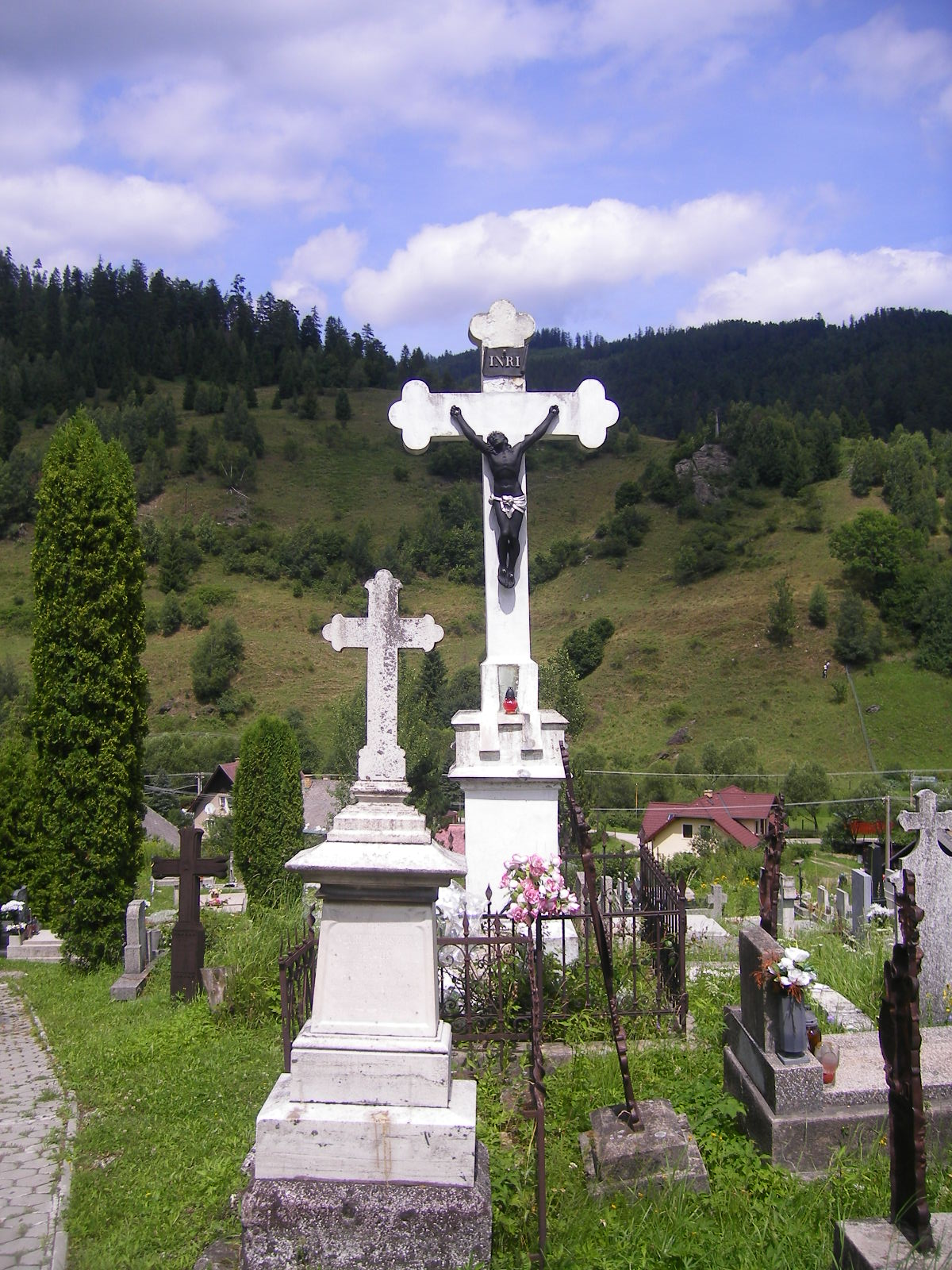
Temetői nagykereszt
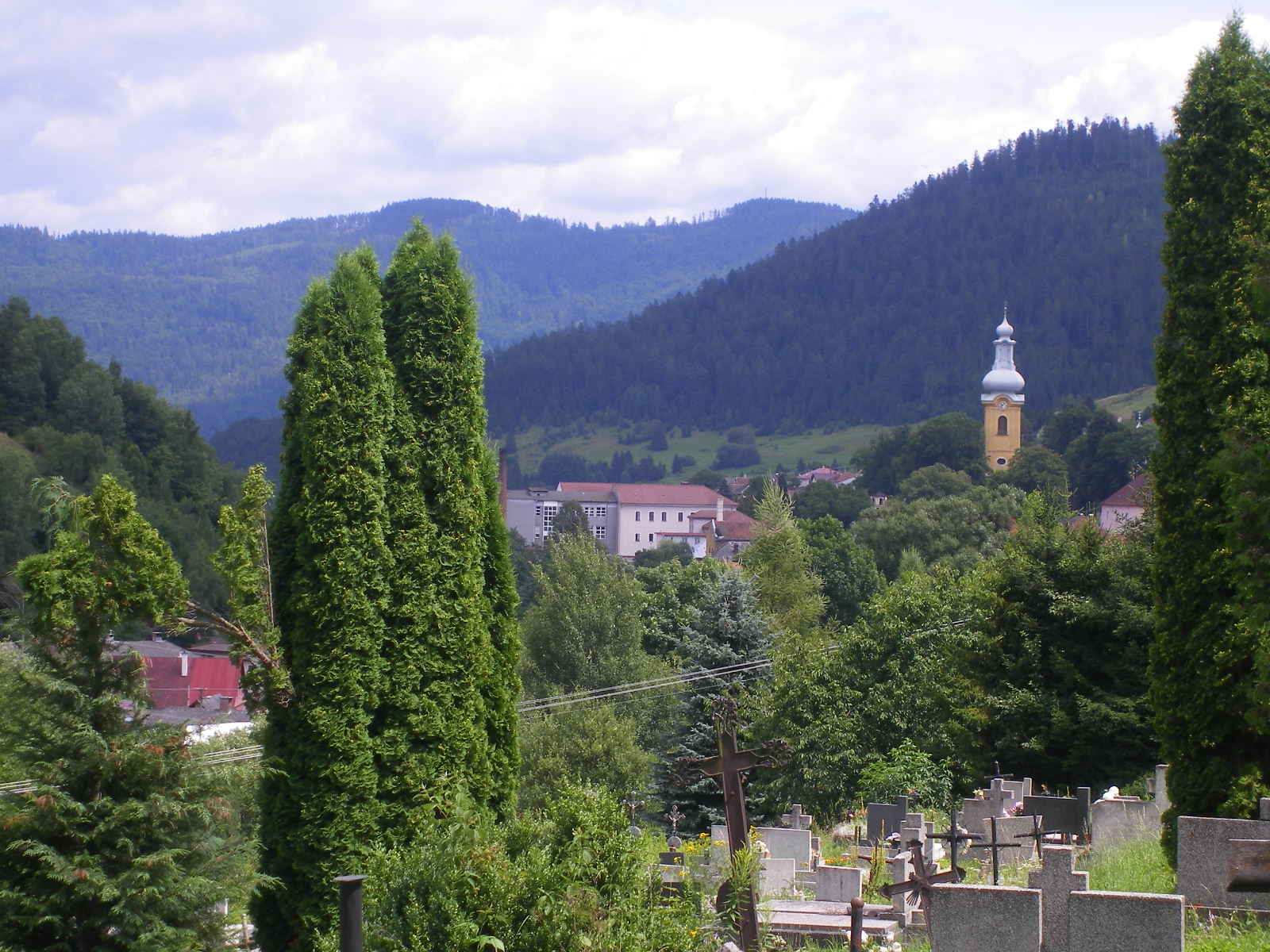
Kilátás a központra a temető felől
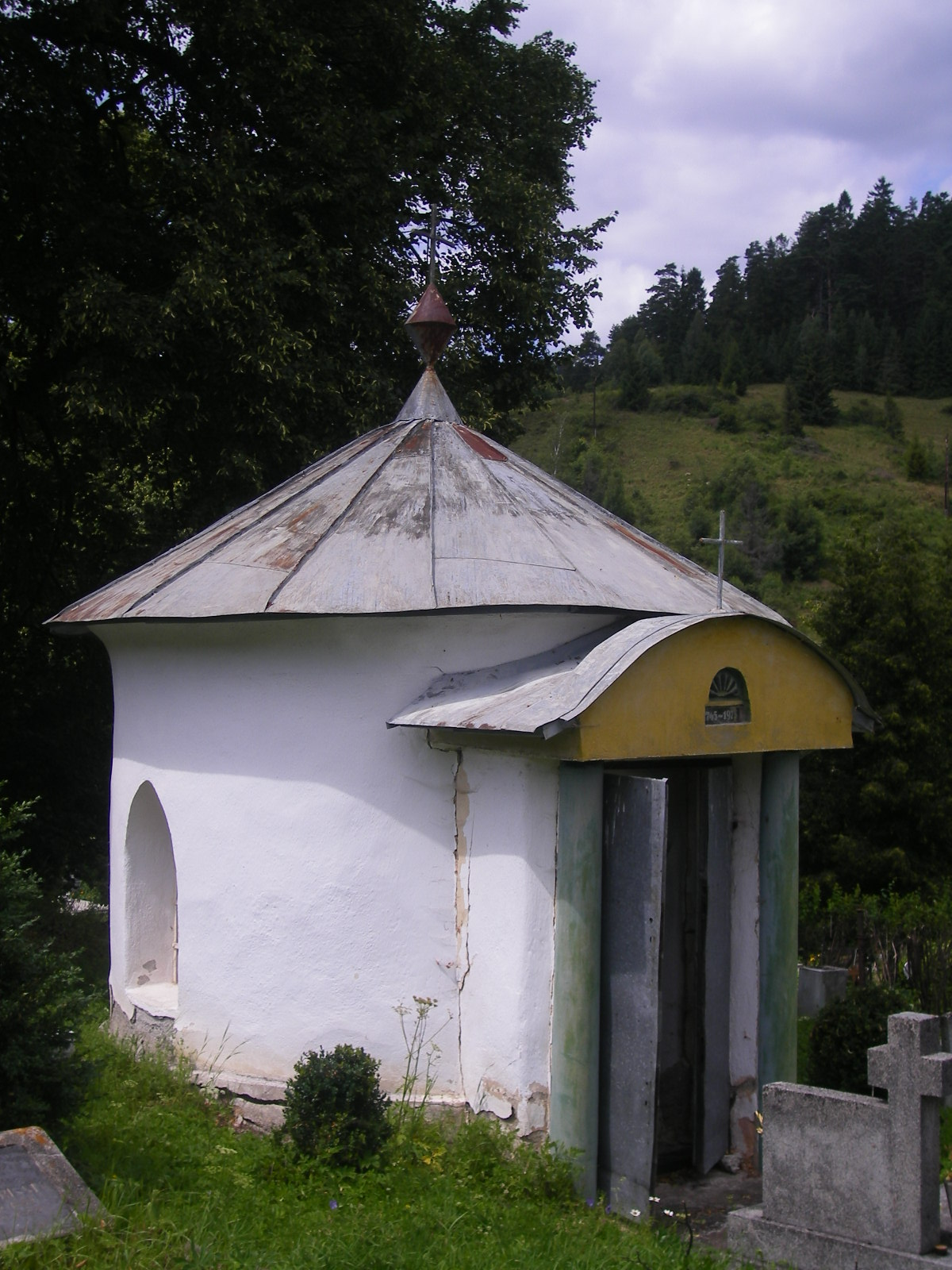
Temetői kápolna
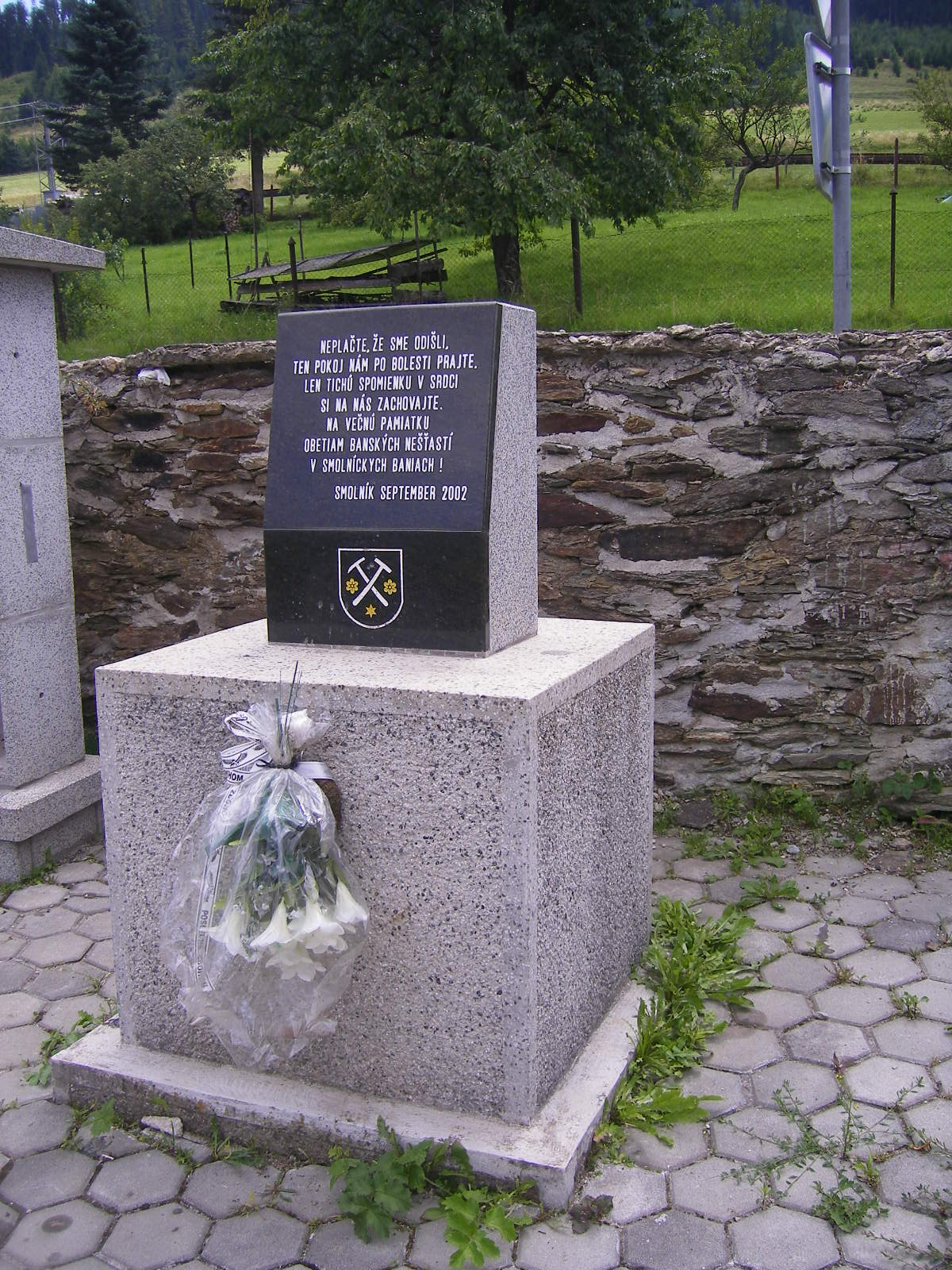
A bányaszerencsétlenségek áldozatainak emlékműve
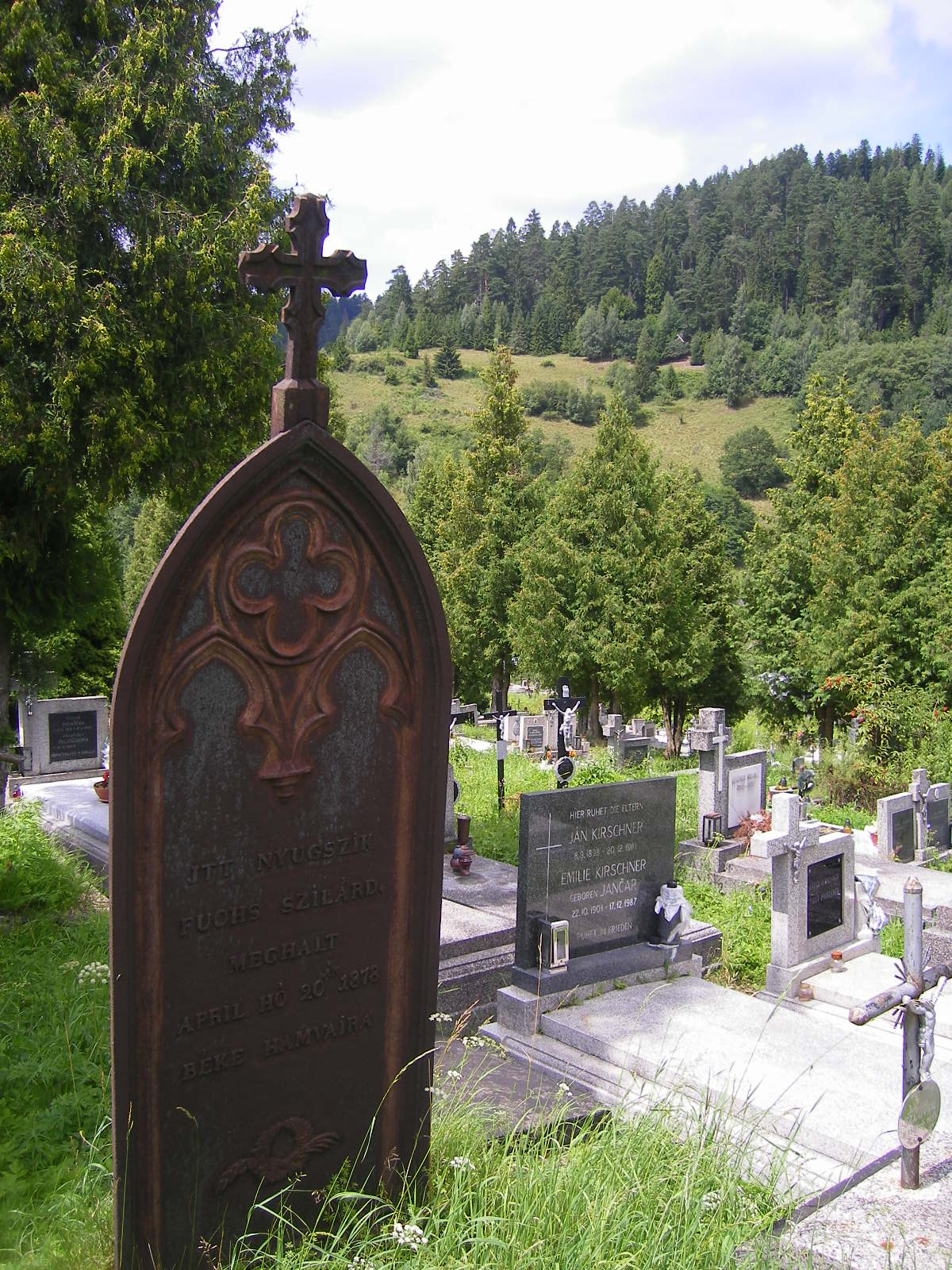
19. századi magyar nyelvű síremlék a temetőben
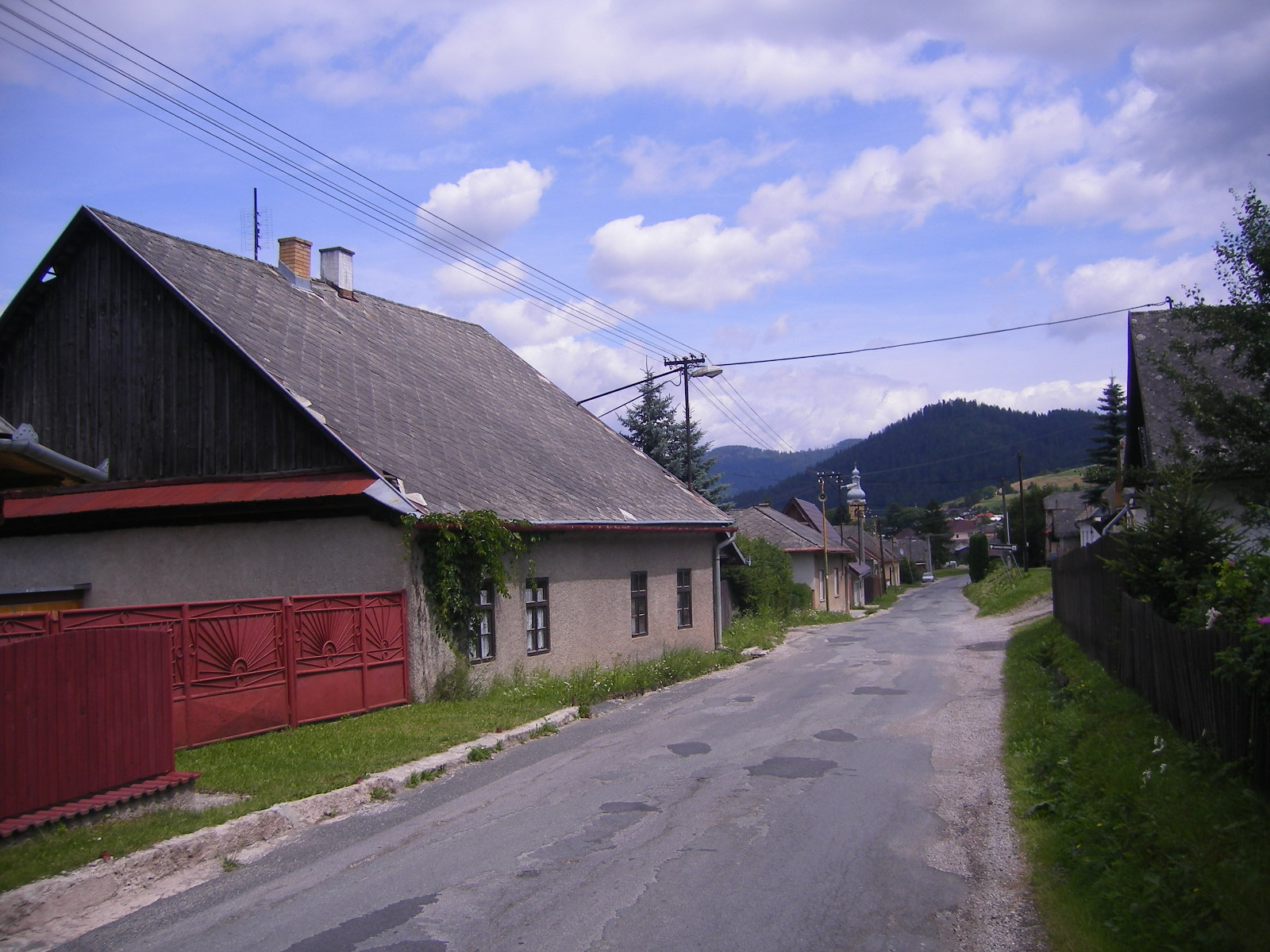
Utcakép
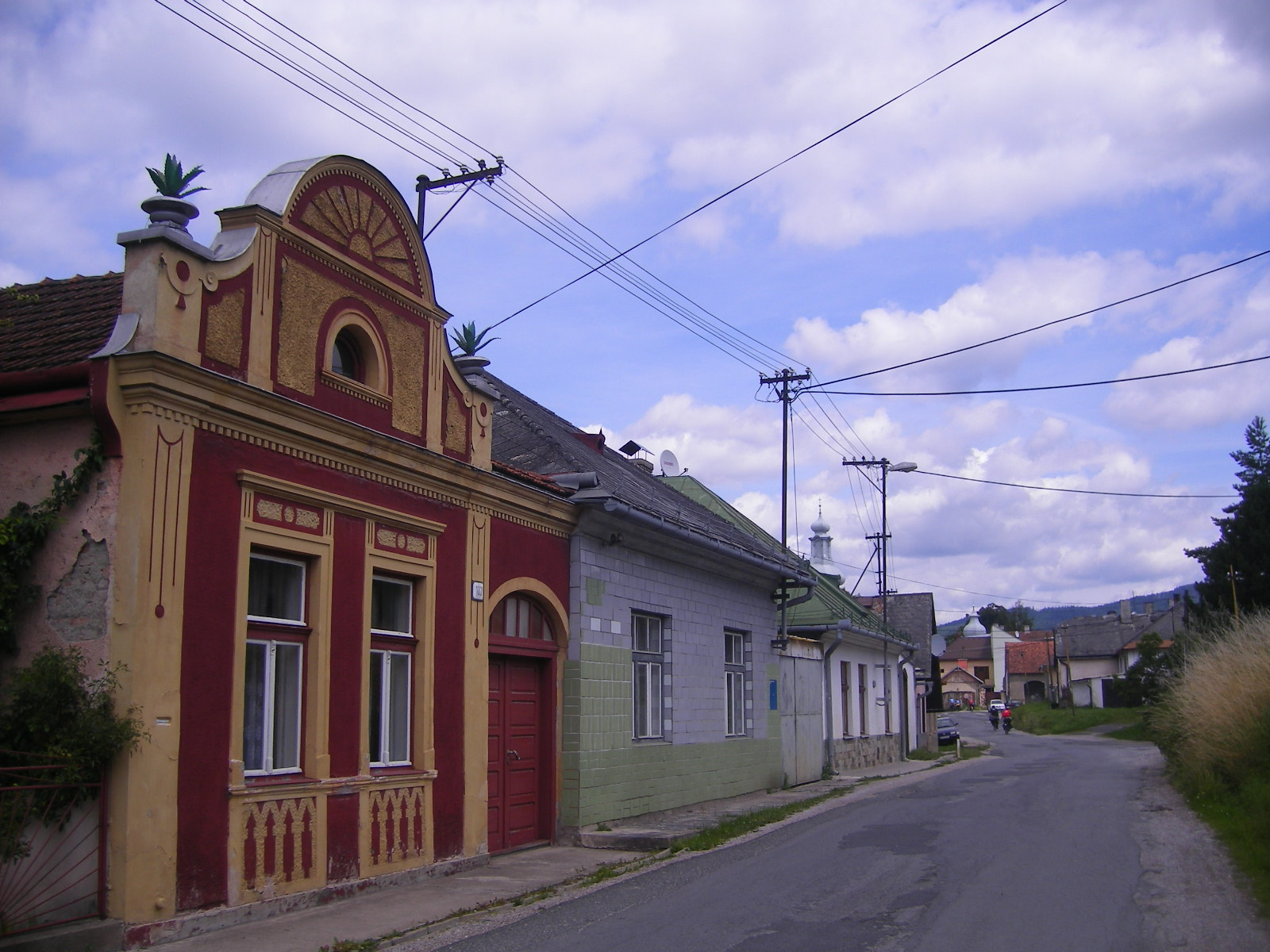
19. századi polgárház a Rozsnyói utcában
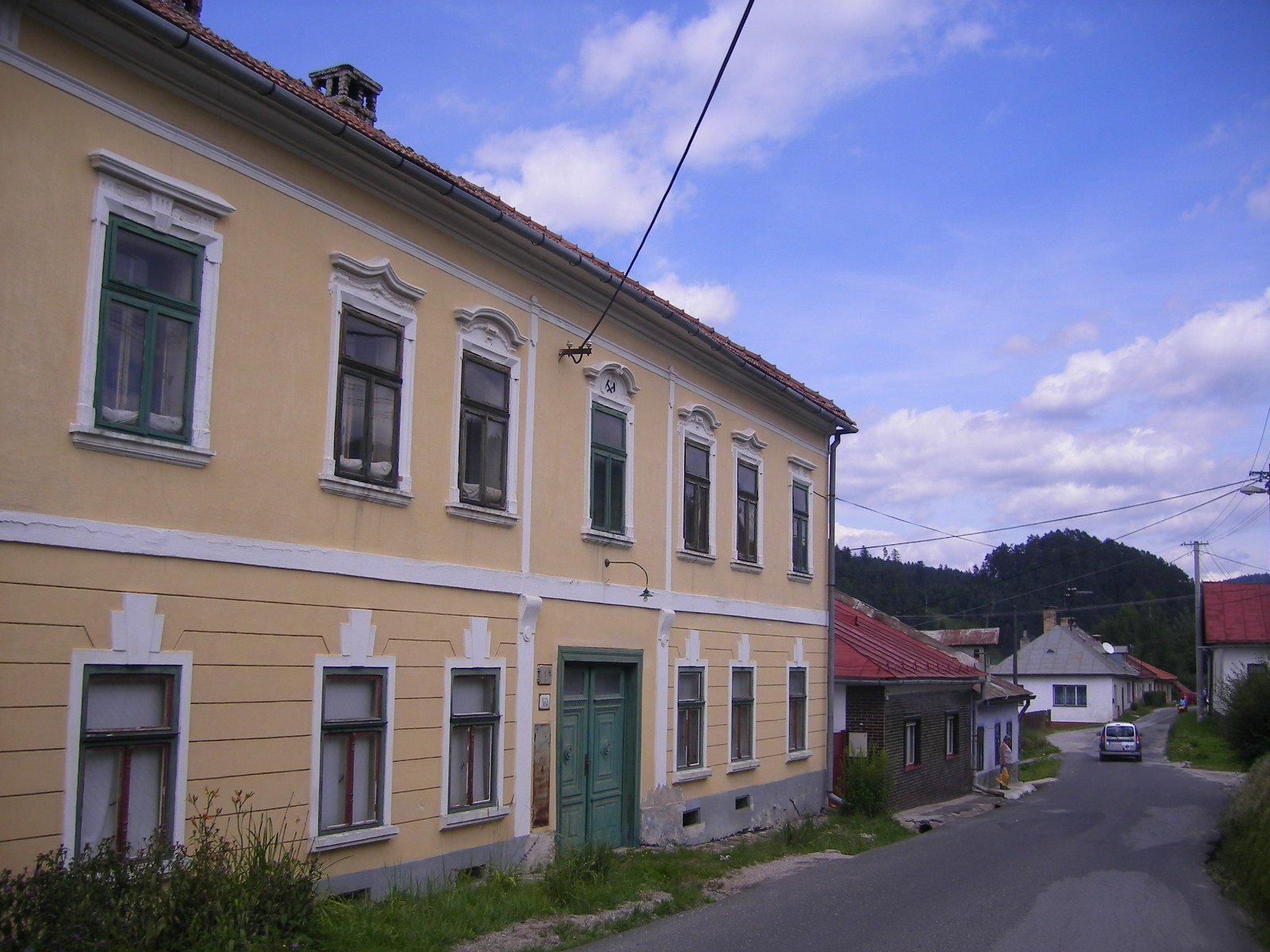
Szomolnoki utcakép
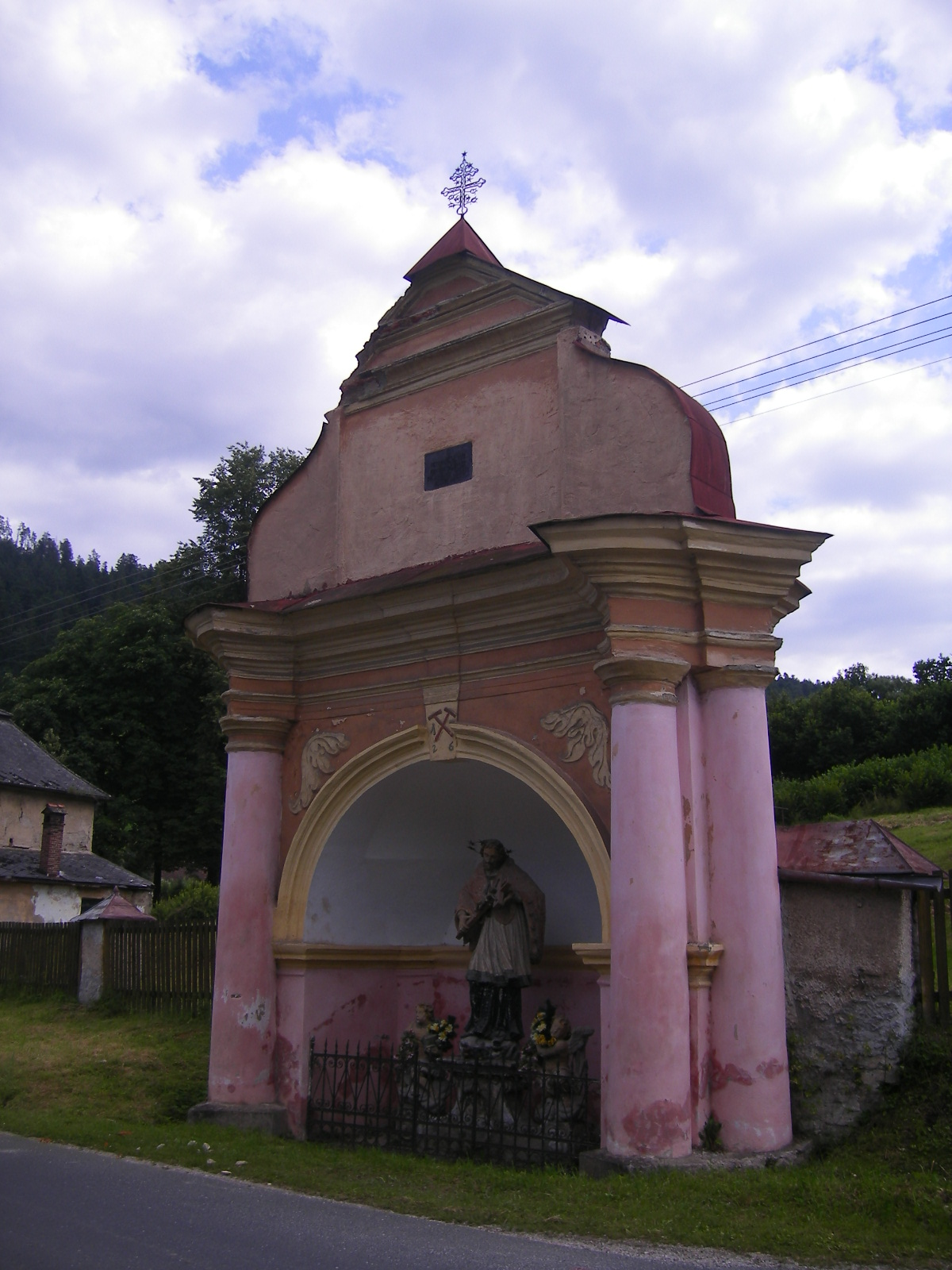
Útmenti barokk kápolna a település északkeleti szélén
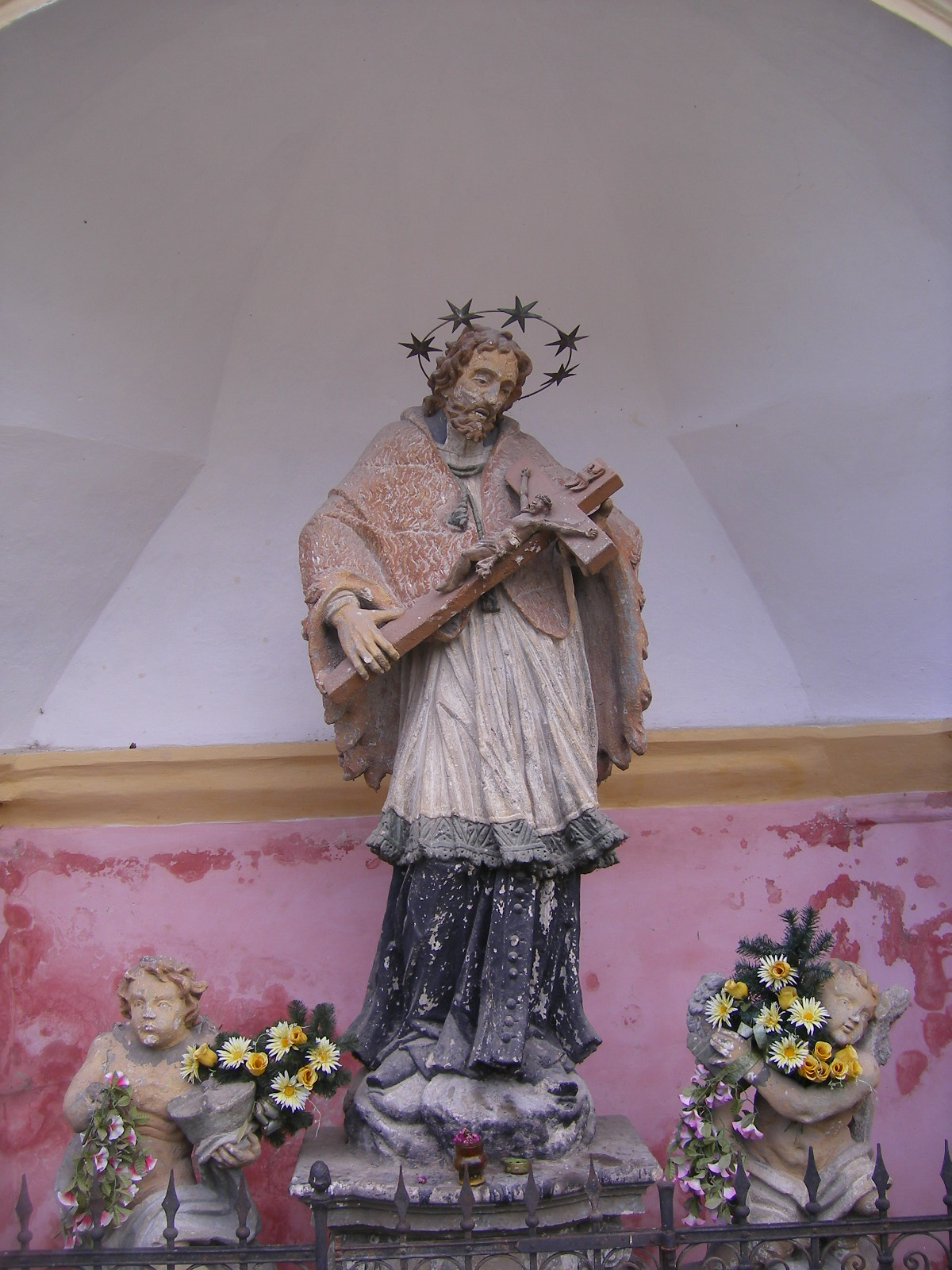
Útmenti barokk kápolna - részlet
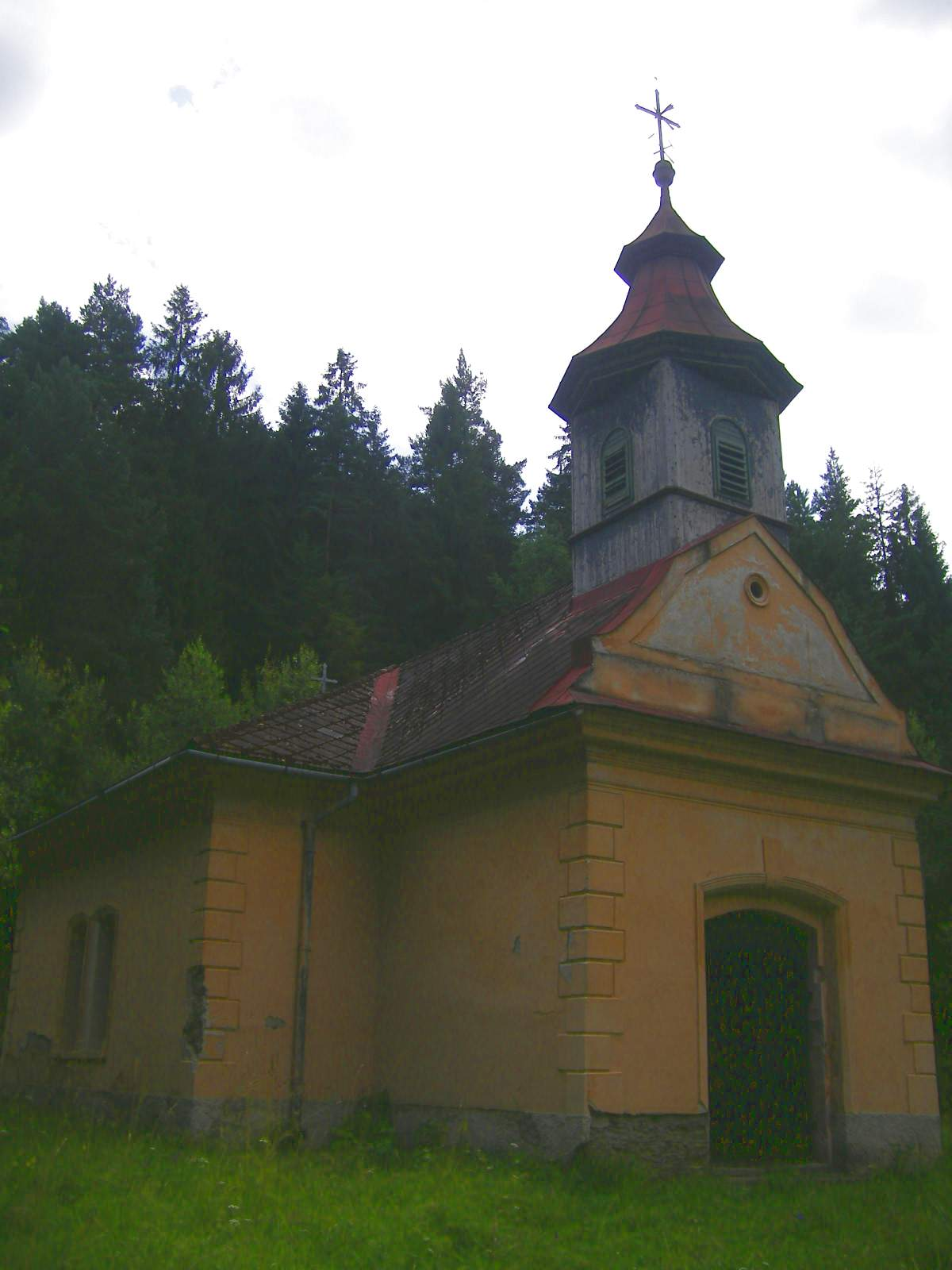
Barokk kápolna a Szomolnoki-patak völgyében, Szomolnok és Szomolnokhuta között
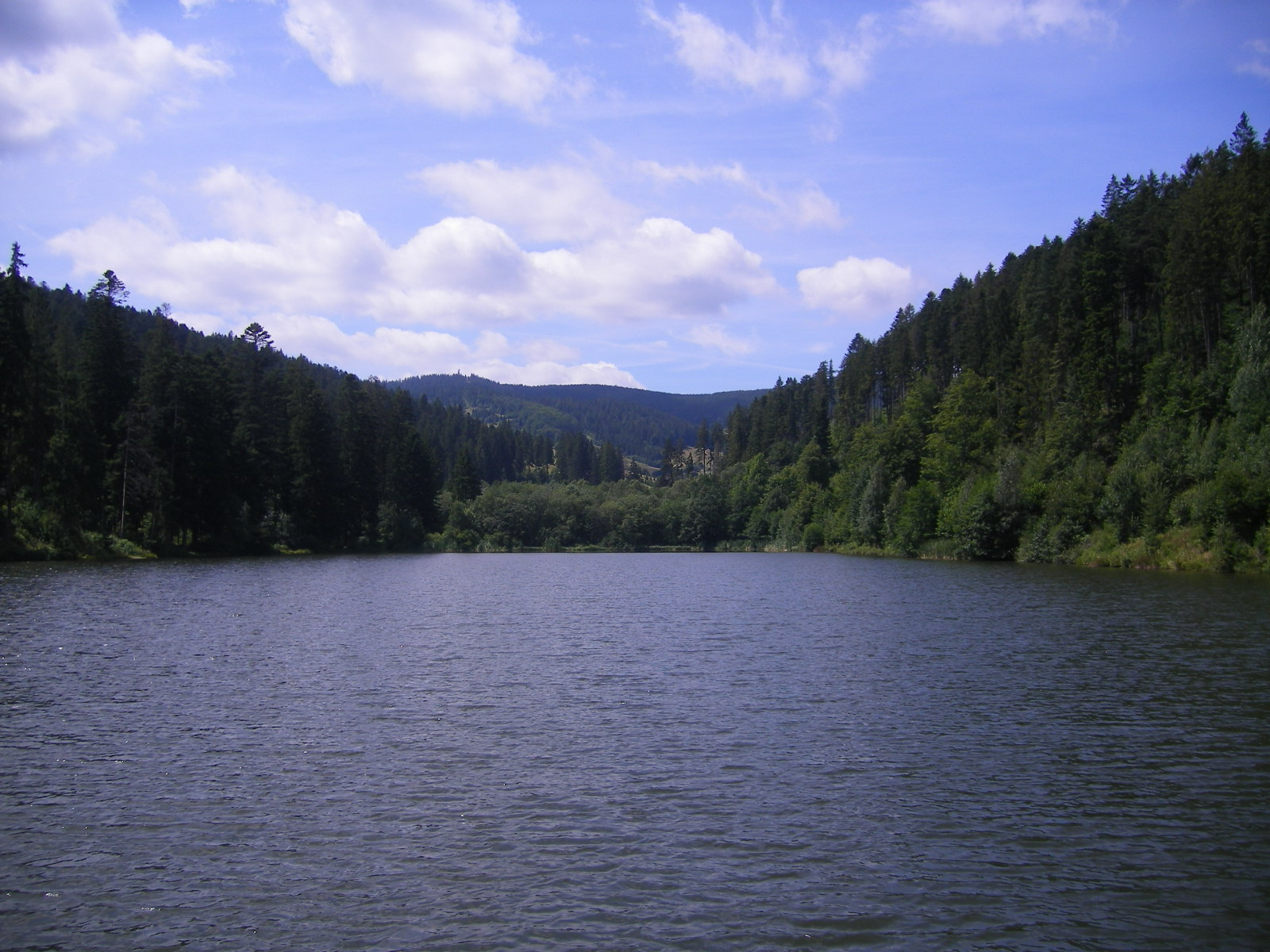
Az Úhornái-víztározó
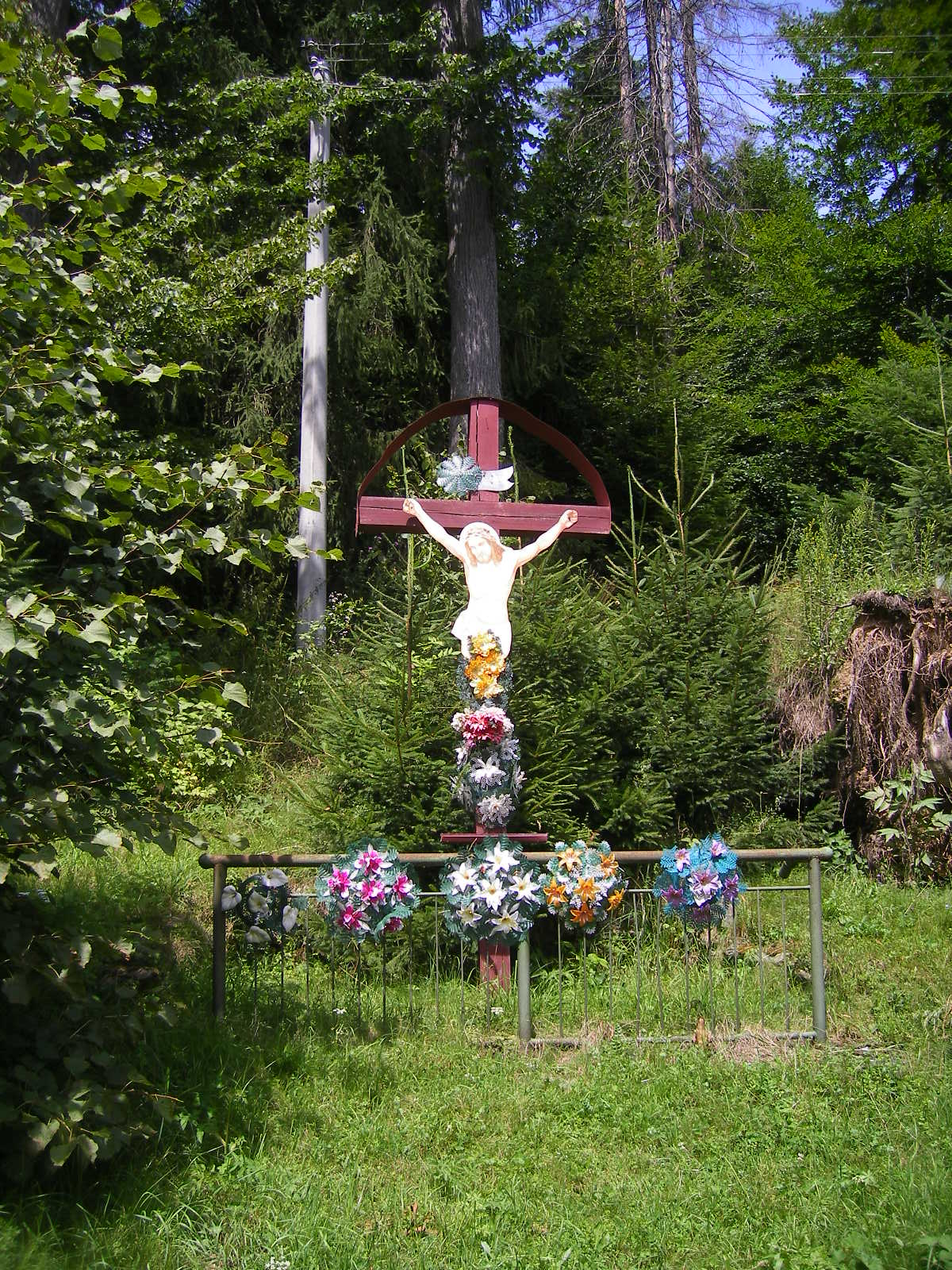
Feszület az Úhornái-víztározónál, az 549-es út mentén